# Cmentarz Centralny w Sanoku
Cmentarz Centralny w Sanoku – cmentarz komunalny położony w Sanoku. Nekropolia jest złożona z kilku części. Jako pierwsza została założona część przy ulicy Jana Matejki, następnie powstał zaprojektowany obszar przy ulicy Rymanowskiej, zaś obie wymienione części zostały wpisane do rejestru zabytków Sanoka. W późniejszym czasie teren cmentarza ulegał poszerzeniu o okoliczny areał (powstały m.in. dwie kwatery żołnierskie), w rezultacie tworząc całość obecnej nekropolii. Pod względem historycznym i zabytkowym jest to jedna z najstarszych nekropolii na obszarze województwa podkarpackiego.

## Historia i struktura

### Stara część przy ulicy Jana Matejki

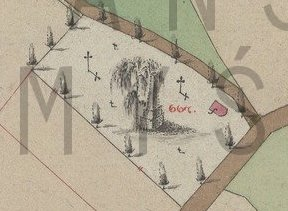
Cmentarz w Sanoku na mapie z 1852

Pierwotny i nieistniejący już cmentarz przy dzisiejszej ulicy Jana Matejki został utworzony wskutek dekretu cesarza Józefa II Habsburga o cmentarzach zamiejskich z 11 grudnia 1783, wydanego przez Gubernium Galicyjskie z 21 stycznia 1784 (dokument nakazywał dokonywanie pochówków poza terenami zabudowanymi). Przy opisach starych pochowków na tymże cmentarzu pojawia się też wskazanie pobliskiej ulicy Elżbiety Granowskiej. Brak jest informacji o dokładnej dacie otwarcia cmentarza, przyjmuje się, że pierwsze pochówki odbyły się najprawdopodobniej w latach 90. XVIII wieku bądź na początku XIX wieku. Nie ma pewności kiedy powstał cmentarz przy ul. Jana Matejki; jest on widoczny na mapie Sanoka z 1852. Według Edwarda Zająca cmentarz ten założono w 1857 na terenie nabytym od Piotra Czyżewskiego przez cesarsko-królewską władzę obwodową. Koszty tego zakupu spadły na gminy oraz dwory przynależne do miejscowych parafii rzymsko- i greckokatolickiej. Dochody uzyskiwane ze sprzedaży miejsc pochówków były przeznaczane na rzecz budowy łacińskiego kościoła parafialnego w Sanoku. Administrowaniem cmentarza zajmował się tamtejszy komitet parafialny.
Na posiedzeniu Rady Miejskiej 3 kwietnia 1867 założenie nowego cmentarza zainicjował proboszcz rzymskokatolickiej parafii Przemienienia Pańskiego w Sanoku, ks. Franciszek Salezy Czaszyński, który złożył wniosek został przewodniczącym komisji mającej na celu znalezienie obszaru dla nowego cmentarza (w składzie tego gremium zasiedli także radni Michał Solski, Ignacy Kahane, Karol Pollak, Szymon Drewiński, zaś spoza Rady dr Józef Demetrykiewicz). Efektem prac tejże komisji było wytypowanie parceli na zachód od miasta, należącej do właściciela ziemskiego Jana Tchorznickiego. Pomimo tych działań nie doszło do finalizacji sprawy. 27 lipca 1882 na posiedzeniu Rady Miejskiej rozpatrywano sprawę założenia nowego lub rozszerzenia starego cmentarza katolickiego i w tym zakresie wybrano komisję, w której zasiedli ks. Czaszyński, Aital Witoszyński, Aleksander Iskrzycki, Jan Kupczyk, Teofil Lewicki. 14 grudnia 1882 Rada postanowiła w celu rozszerzenia cmentarza nabyć kawałek gruntu od Piotra Czyżewskiego.
Na cmentarzu byli grzebani chrześcijanie (obrządków rzymskokatolickiego i ewangelickiego), zaś po wydaniu dekretu z 1784 także osoby wyznania greckokatolickiego (chowane uprzednio na cmentarzu przy Cerkwi Narodzenia Najświętszej Maryi Panny w centrum miasta). 20 maja 1869 Rada Miejska uchwaliła ogrodzenie cmentarza miejskiego. W połowie lat 80. XIX wieku cmentarz, pozostający pod zarządem parafii obrządku rzym.-kat., stał się obiektem krytyki z uwagi na panujący tam rzekomo chaos prowadzenia pochówków, brak ogrodzenia i alejek, a także położenie na terenie bagnistym. 12 maja 1887 radny miejski Aital Witoszyński wnioskował o ogrodzenie terenu cmentarza parkanem sztachetowym ze względów policyjnych. Informacja prasowa z 1891 wskazała na zaniedbanie terenu cmentarza. Z dniem 1 grudnia 1895 cmentarz przy ulicy Jana Matejki został zamknięty. 5 października 1905 burmistrz Sanoka Feliks Giela wydał specjalne wezwanie do mieszkańców miasta i innych osób zainteresowanych niszczejącymi nagrobkami na starym katolickim cmentarzu w Sanoku, aby zabezpieczyli owe w czasie do jednego roku, po upływie którego uszkodzone pomniki zostaną usunięte.
Pod koniec XX wieku Ewa Śnieżyńska-Stolot i Franciszek Stolot wskazali, iż jednym z najstarszych obiektów na cmentarzu był nagrobek Antoniego Lenika, c. k. radcy finansowego, zmarłego w 1866 w wieku 52 lat. Obecnie powierzchnia części przy ulicy Jana Matejki wynosi 1,57 ha. Powierzchnia ma formę nieregularnego czworoboku. Z uwagi na strukturę ta część ma charakter formy wachlarza, jako że od wejścia (w południowo-wschodnim rogu od ulicy Romana Dmowskiego) alejki rozchodzą się w kierunkach zachodnim, północno-zachodnim i północnym. Od strony południowej do tej części cmentarza przylega osobny, mniejszy fragment przy ul. Jana Matejki, który również skupia stare pochówki, jednakże nie posiada ustanowionych alejek.

### Stara część przy ulicy Rymanowskiej

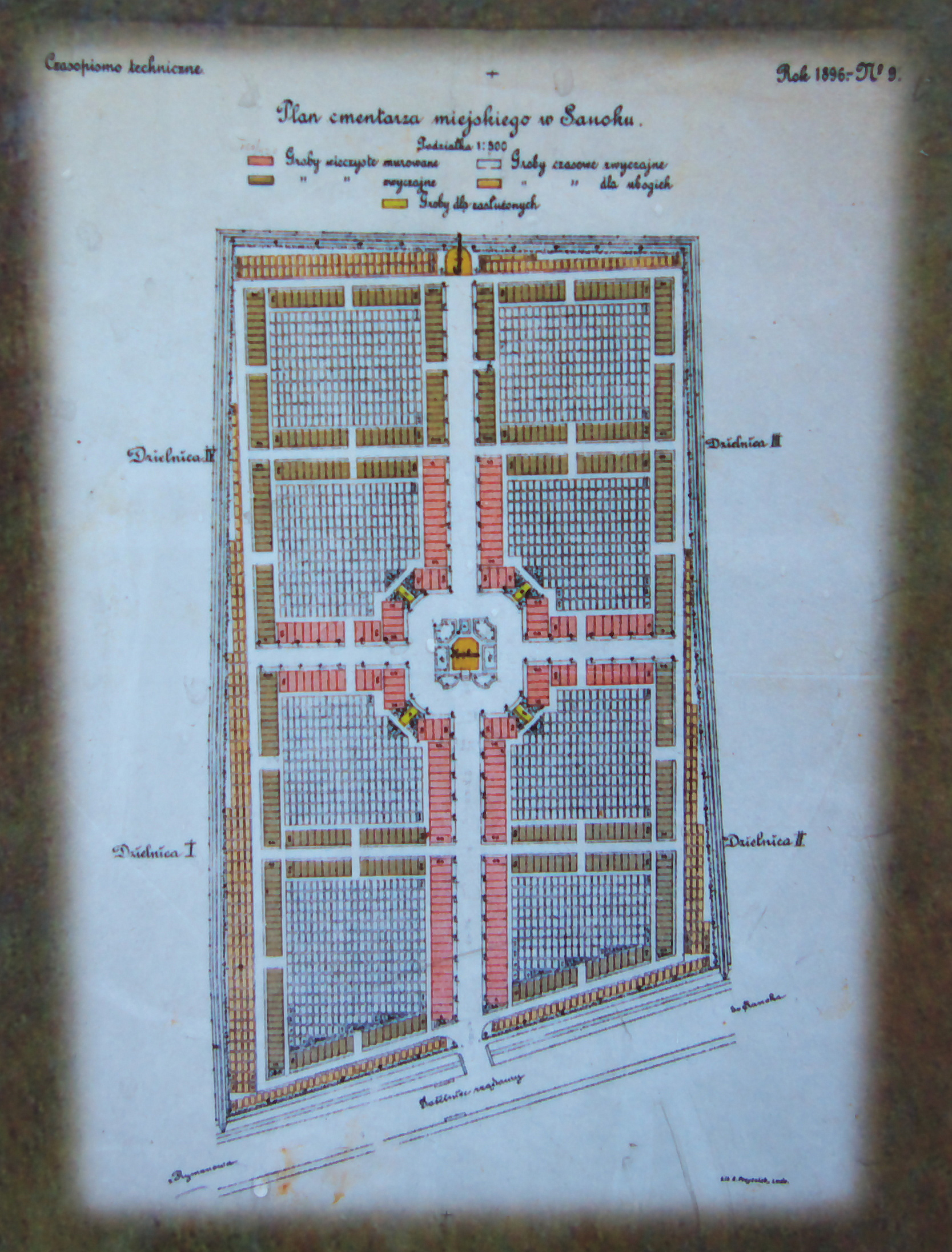
Pierwotny plan cmentarza przy ulicy Rymanowskiej autorstwa Władysława Beksińskiego

Przypuszcza się, że przesłanką do stworzenia nowego cmentarza mogło być rozszerzenie dotychczas istniejącej nekropolii albo też mogły to być intencja założenia nowego cmentarza przeznaczonego tylko dla rzymskich katolików. Na posiedzeniu Rady Miejskiej 8 czerwca 1887 uchwalono założyć nową nekropolię dla chrześcijan - mieszkańców tutejszych. Zgodnie z tym zamierzeniem fundusze na zakup oraz założenie cmentarza miały pochodzić ze środków miejskich, zaś poniesione koszty miało wyrównać późniejsze korzystanie z nekropolii. Do komisji powołanej celem zakupu i urządzenia nowego cmentarza zostali wyznaczeni Aital Witoszyński, Franciszek Bem i Józef Rynczarski. 21 stycznia 1890 magistrat Sanoka wnioskował o zakup terenu o powierzchni 2,5 morga od Józefa Lisowskiego. 26 sierpnia 1890 została powołana nowa komisja działająca w sprawie (członkami byli dr Jan Gaweł, ks. Wasylij Czemarnyk i Paweł Hydzik), która miała zadanie zbadać przydatność gruntu planowanego do nabycia od Franciszki Lisowskiej (l. 85/1, 86/1, 87/1).
Władze miasta nabyły od Józefy Rylskiej ziemię oddaloną od centralnego punktu miasta tj. rynku o ok. 1,3 km (na posiedzeniu Rady Miejskiej 15 marca 1894 uchwalono zakup za cenę 5000 zł. ziemi należącej do Józefy Rylskiej podjęła Rada Miejska na posiedzeniu, zaś wniosek w tej sprawie dotyczył „trzech morgów gruntu w Posadzie sanockiej, a względnie Dąbrówce Polskiej”. Na posiedzeniu RM 29 października 1894 burmistrz Cyryl Jaksa Ładyżyński informował o zakupie lparc. 1186 od Józefy Rylskiej za cenę zakupu 5000 zł. (na mapie z 1852 parcela ta leżała na gruncie o nazwie „Średnie pole”.
Dokumentację techniczną cmentarza komunalnego i domu pogrzebowego w formie neogotyckiej kaplicy wykonał architekt miejski, inż. Władysław Beksiński. Jego projekt został wydany drukiem jako ogólne zasady zakładania oraz urządzania nowych cmentarzy i opublikowany w wydaniu „Czasopisma Technicznego” z 1896 jako wzór do naśladowania przy wydzielaniu miejsc na pochówki w Galicji. Zaprojektowany przez inż. W. Beksińskiego cmentarz powstał na parceli przy ulicy Rymanowskiej o powierzchni 1,54 ha w kształcie prostokąta, którą podzielono na cztery części, tzw. dzielnice (ćwiartki całości), które zostały ponumerowane, zaś w oparciu o źródło należy przyjąć następujący schemat: I – dzielnica południowo-zachodnia, II – dzielnica południowo-wschodnia, III – dzielnica północno-zachodnia, IV – dzielnica północno-wschodnia. Cały obszar przecinały cztery główne alejki, zbiegające się w centrum, gdzie została wzniesiona kaplica o charakterze neogotyckim, która została zatwierdzona przez władze miejskie dla Józefy Habermann (zm. 2 maja 1895) i jej rodziny, za opłatą 250 zł wieczystego legatu. Projektant zaplanował precyzyjnie rozmieszczenie grobów – przewidział ich liczbę na niespełna 3000, dokładnie 2842 (w tym 4 dla osób zasłużonych, 172 wieczyste murowane, 436 wieczystych zwyczajnych i 2230 czasowych zwyczajnych, w tym 415 czasowych dla ubogich). Według planu miejsca grzebalne położone przy głównych alejkach były przeznaczone dla zasłużonych mieszkańców miasta (cztery miejsca projektant ulokował w centrum, symetrycznie wokół kaplicy), zaś na obrzeżach przewidziano miejsca dla ubogich.
Do lipca 1895 teren cmentarza przy ulicy Rymanowskiej został wyposażony w bramę, ogrodzenie, żywopłot, alejki, rowy osuszające i plantowany teren oraz zadaszoną kaplicę. Na posiedzeniu Rady Miejskiej 24 października 1895 uchwalono opłaty, regulamin oraz powołano grabarza w osobie ogrodnika miejskiego Józefa Ursy. Cmentarz został konsekrowany w Dzień Zaduszny, 2 listopada 1895 w obecności członków Rady Miejskiej, duchownych obrządków rzym.-kat. i greck.-kat. oraz mieszkańców. W budżecie nadzwyczajnych wydatków na rok 1898 przewidziano kwotę 600 zł. na budowę „trupiarni” na nowym cmentarzu. Tuż obok cmentarza miejskiego, 11 listopada 1895 została poświęcona przylegająca od zachodu część cmentarza, przeznaczona dla mieszkańców – wówczas nienależących jeszcze administracyjnie do miasta – Posady Sanockiej i obszaru Dąbrówki (zazwyczaj rodzin rolniczych i rzemieślniczych); zadrzewienie tej części zapewniła Józefa Rylska. W połowie 1896 dokonano posadzenia drzewek w alejach cmentarza.
Z dniem 1 grudnia 1895 cmentarz przy ulicy Jana Matejki został zamknięty w związku z tym, że cmentarze posiadały wówczas zarówno miasto, Posada Sanocka (nowy cmentarz przy ul. Rymanowskiej) oraz Posada Olchowska (zob. cmentarz Posada). Podczas posiedzenia Rady Miejskiej 24 września 1896 radny dr Jan Gaweł zgłosił interpelację dotyczącą nieprawidłowego (odwrotnego) stawiania pomników na cmentarzu, które powinny być skierowane frontem do chodnika.
Cmentarz był przeznaczony dla pochówków ludności obrządków rzymskokatolickiego i greckokatolickiego. Projekt cmentarza autorstwa W. Beksińskiego przewidywał zamknięcie nekropolii po upływie 50 lat, tj. w 1946. W 1931 budynek cmentarny mieścił się przy ul. Rymanowskiej 46. Całkowita powierzchnia tej części, z uwzględnieniem pierwotnego projektu W. Beksińskiego, wynosi 2,49 ha. Znawca Sanoka, Stefan Stefański podał, że jednym z najstarszych zachowanych nagrobków w tej części jest płyta Józefa Hellebranda, zmarłego w 1898. Od strony ulicy Rymanowskiej zostały stworzone dwie bramy wejściowe, w tym jedna główna, prowadząca do starej kaplicy.
Na początku XX wieku istniał fundusz cmentarny, a numeracje przy grobach były umieszczane na słupkach. W tym czasie w Uroczystość Wszystkich Świętych 1 listopada na cmentarzu starym (ul. J. Matejki) i nowym (ul: Rymanowska) kwestowały członkinie Towarzystwa Wincentego á Paulo. W drugiej połowie XX wieku w uroczystość Wszystkich Świętych 1 listopada sprawowana była uroczysta msza święta obrządku rzymskokatolickiego przy zabytkowej kaplicy na cmentarzu.

### Obszar i stan współczesny

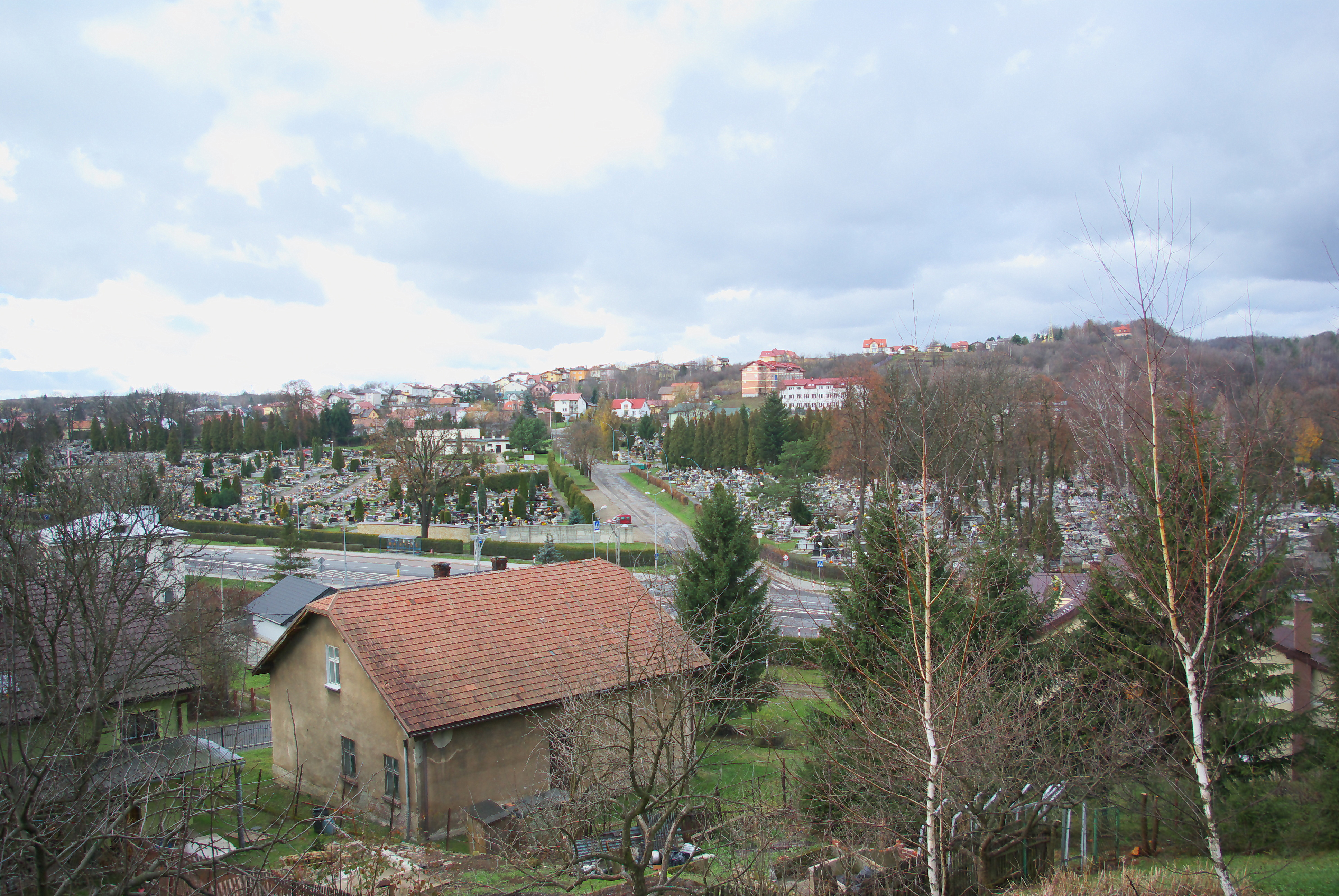
Cmentarz Centralny w Sanoku – widok od wschodu z parku miejskiego. Po prawej część przy ulicy Jana Matejki, po lewej część biegnąca do ulicy Rymanowskiej

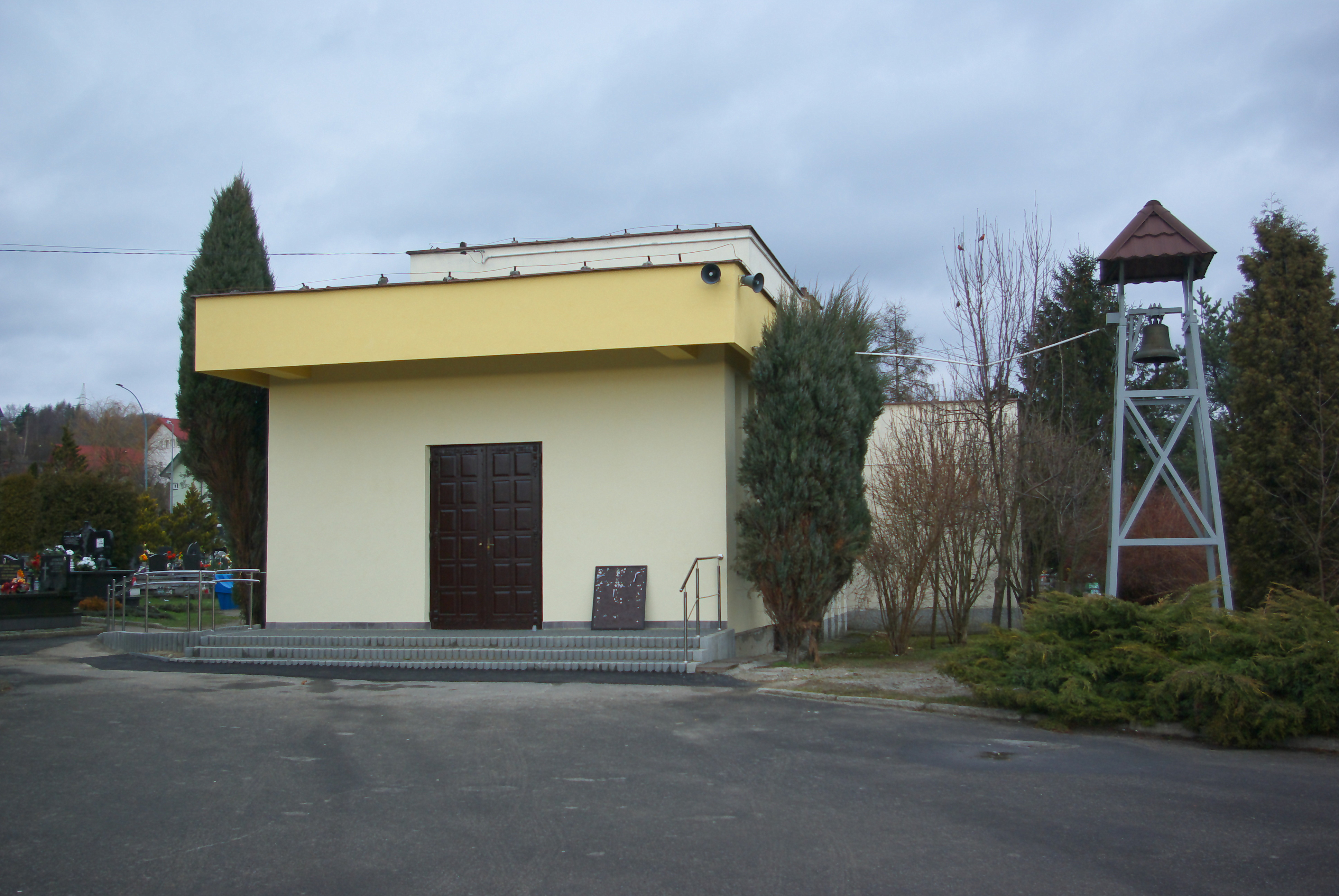
Kaplica przedpogrzebowa (2017)

Z biegiem czasu obszar cmentarza był powiększany o okoliczny areał. Po wyczerpaniu miejsc na starym cmentarzu przy ul. Rymanowskiej specjalna komisja cmentarna w 1921 zaleciła kontynuowanie dalszych pochówków na starym cmentarzu przy ul. Matejki, przy czym sugerowano zakupienie przyległych do niego parceli. Uchwałą Rady Miejskiej z 22 sierpnia 1922 przyjęto, aby właścicielom parcel przyległych do starego cmentarz przy ul. Matejki oddać w zamiana inne grunty. Do współczesności poszerzenie nastąpiło w kierunku zachodnim od pierwotnych obszarów cmentarzy przy ulicach Jana Matejki i Rymanowskiej, a ponadto przejęto teren pomiędzy obiema częściami, wskutek czego powstało spójne terytorium skupiające dotychczasowe oraz nowe powierzchnie cmentarne. Na przełomie lat 70./80. XX wieku w tzw. nowej części cmentarza przy ul. Matejki dokonywano pochowków w alei zasłużonych, gdzie spoczywały osoby związane z systemem władzy PRL. Na początku lat 80. podjęto starania zmierzające do scalenia terenów pochówków przy ulicy Jana Matejki i w jego obrębie. Ostatecznie Cmentarz Centralny objął teren ograniczony ulicami: Rymanowską, Romana Dmowskiego, Kiczury, Głogową i Dąbrowiecką. Przez całościowy teren cmentarza przebiega ulica Jana Brzechwy. Od strony ulicy Głogowej Cmentarz Centralny sąsiaduje z nowym cmentarzem żydowskim. Pośrodku obecnego całego terenu Cmentarza Centralnego został zlokalizowany komunalny dom przedpogrzebowy, którego budowę rozpoczęto w 1988. W jego wnętrzu polichromie wykonał Tadeusz Turkowski. Także w 1988 Urban Jawień zaproponował renowację oraz oznaczenie grobów osób zasłużonych na miasta.
Na cmentarzu pochowano odkryte w latach 1935–1936 szczątki ludzkie w miejscu istnienia kościoła Najświętszej Marii Panny w Sanoku. Podczas prac archeologicznych przy ulicy Zamkowej w pobliżu tamtejszej cerkwi odkryto szczątki ludzkie prawdopodobnie z istniejącego w XVII wieku cmentarza, które następnie przeniesiono na cmentarz w Sanoku.
W lipcu 1987 na cmentarzu miały miejsce włamania do najstarszych krypt grobowych i trumien oraz ich plądrowanie połączone z kradzieżą. Na przełomie 1994/1995 na terenie cmentarza kilkakrotnie dochodziło do aktów wandalizmu, w wyniku których uszkodzeń doznawały nagrobki, Krzyż Powstańców i kwatery wojskowe. W 2000 wykonano nowe ogrodzenie cmentarza od strony ulicy Rymanowskiej, zasadzono na jego obszarze 500 krzewów jałowca i odnowiono kilka alejek. Na początku XXI wieku na zachodnim brzegu cmentarza, równolegle do ulicy Romana Dmowskiego powstały dwie ściany kolumbarium z przeznaczeniem na urny z prochami (pierwsza z nich posiada 80 miejsc). Uchwałą z 21 lipca 2011 Rada Miasta Sanoka wprowadziła Regulamin Cmentarzy Komunalnych, położonych na terenie Gminy Miasta Sanoka. Od 1 sierpnia 2012 został zamknięty swobodny przejazd przez teren cmentarza tj. Jana Brzechwy od zbiegu z ulicą Romana Dmowskiego oraz z ulicą Dąbrowiecką i Głogową (decyzja władz miasta była motywowana przepisami prawa i względami bezpieczeństwa). Wstęp na cmentarz jest całodobowo możliwy przez furtki. Wiosną i latem 2014 były prowadzone remonty i prace modernizacyjne na terenie cmentarza, w trakcie których powstał parking oraz rozpoczęto tworzenie ogrodzenia kwatery żołnierzy polskich i prace konserwacyjne. W toku dalszych prac w 2014 ukończono ww. parking, odremontowano i zmodernizowano wnętrze kaplicy przedpogrzebowej, wyasfaltowano dwie alejki cmentarne, wybudowano drugą ścianę kolumbarium, w której stworzono 120 miejsc pochówków z obu stron. Do 2015 administrowaniem terenu cmentarza zajmowało się prywatne przedsiębiorstwo z branży pogrzebowej, zaś z dniem 1 maja 2017 administrację objęło Sanockie Przedsiębiorstwo Gospodarki Mieszkaniowej (SPGM) w imieniu miasta Sanoka. W 2017 dokonano modernizacji kaplicy przedpogrzebowej, w której zabudowano przedsionek.
Całkowita powierzchnia Cmentarza Centralnego w Sanoku wynosi niespełna 8 ha (79 300 m²). Według obecnego stanu (2019) w planie całego Cmentarza Centralnego wyodrębniono sześć dzielnic: 1 – stanowi obszar starej części przy ulicy Rymanowskiej wraz z kwaterami żołnierzy polskich i żołnierzy Armii Czerwonej, 2 – obszar położony pomiędzy starą częścią przy ulicy Rymanowskiej do ulicy Jana Brzechwy, 3 – teren w otoczeniu kaplicy przedpogrzebowej, 4 – obszar starej części przy ulicy Jana Matejki, 5 – teren w kształcie trójkąta leżący u zbiegu ulic Jana Brzechwy i Głogowej, 6 – obszar przylegający do ulic Głogowej i Kiczury.
W 1991 awizowano podjęcie zbiórki na rzecz ratowania pomników nagrobnych przez powstałe Towarzystwo Rozwoju i Upiększania Miasta Sanoka. W Uroczystość Wszystkich Świętych 1 listopada oraz w Dzień Zaduszny 2 listopada kwesty na Cmentarzu Centralnym prowadzą Stowarzyszenia Opieki nad Starymi Cmentarzami w Sanoku oraz Towarzystwo Pomocy im. św. Brata Alberta Koło w Sanoku. Opiekę nad kilkoma nagrobkami żołnierzy i harcerzy podjęli harcerze z Hufca Ziemi Sanockiej im. ks. hm. Zdzisława Peszkowskiego.

### Kwatery i pochówki wojskowe
Po zakończeniu II wojny światowej przy północnej starej części przy ulicy Rymanowskiej został utworzony cmentarz wojskowy, składający się z dwóch kwater: żołnierzy polskich i żołnierzy Armii Czerwonej, o powierzchni łącznej 1650 m². W 1958 teren został ogrodzony żywopłotem, a groby wojenne zostały odnowione przez władze miasta.

#### Cmentarz wojskowy sprzed 1918
W przeszłości na cmentarzu znajdowały się groby wojskowych armii austriackiej. Według stanu z czerwca 1914 istniały groby 34 oficerów i 67 żołnierzy. Następnie na cmentarzu w Sanoku (nr XIV według nomenklatury austro-węgierskiej) zostało pochowanych 8700 żołnierzy poległych w czasie I wojny światowej (w całym Okręgu Sanok pochowano 12247 żołnierzy. Po odzyskaniu niepodległości przez Polskę w latach 20. II Rzeczypospolitej był to jeden z trzech cmentarzy wojennych istniejących w granicach gminy miasta Sanoka, a obszar obejmował powierzchnię ¾ morgi i był ogrodzony drewnianym parkanem. W tym czasie liczbę mogił poległych z lat 1914–1918 tamże szacowano na ok. 9000, były to groby z drewnianymi krzyżami, zaś ich stan określano jako niekorzystny. Jako drugi z cmentarzy wymieniono wtedy istniejący pośrodku cmentarza miejskiego areał o powierzchni 50 m² i nieznanej liczbie pochowków. Na jego obetonowanym wokoło terenie znajdowały się trzy murowane pomniki, z których jeden był wzniesiony przez Rosjan, a trzeci przez Węgrów. Według stanu z 1930 na cmentarzu wojennym spoczywali polegli z szeregów armii austriackiej i rosyjskiej oraz zmarli w niewoli Włosi. Do tego czasu cmentarz ten był remontowany przez władze austriackie, rosyjskie, a potem też polskie.
Po 1945 istniał pomnik z inskrypcją w językach polskim i niemieckim Masowy grób 32 regimentu, na którym była umieszczona tożsamość Laszlo Garganyi, a na zwieńczeniu monumentu istniała korona. Na podstawie zachowanej pocztówki stwierdzono, że na cmentarzu istniał grób zmarłych nagle czterech żołnierzy honvédów węgierskich. W późniejszym czasie groby wojsk austriackich zostały zlikwidowane. Najprawdopodobniej stało się to po II wojnie światowej, zaś w miejscu tych mogił powstały nowe groby.

#### Kwatera żołnierzy polskich

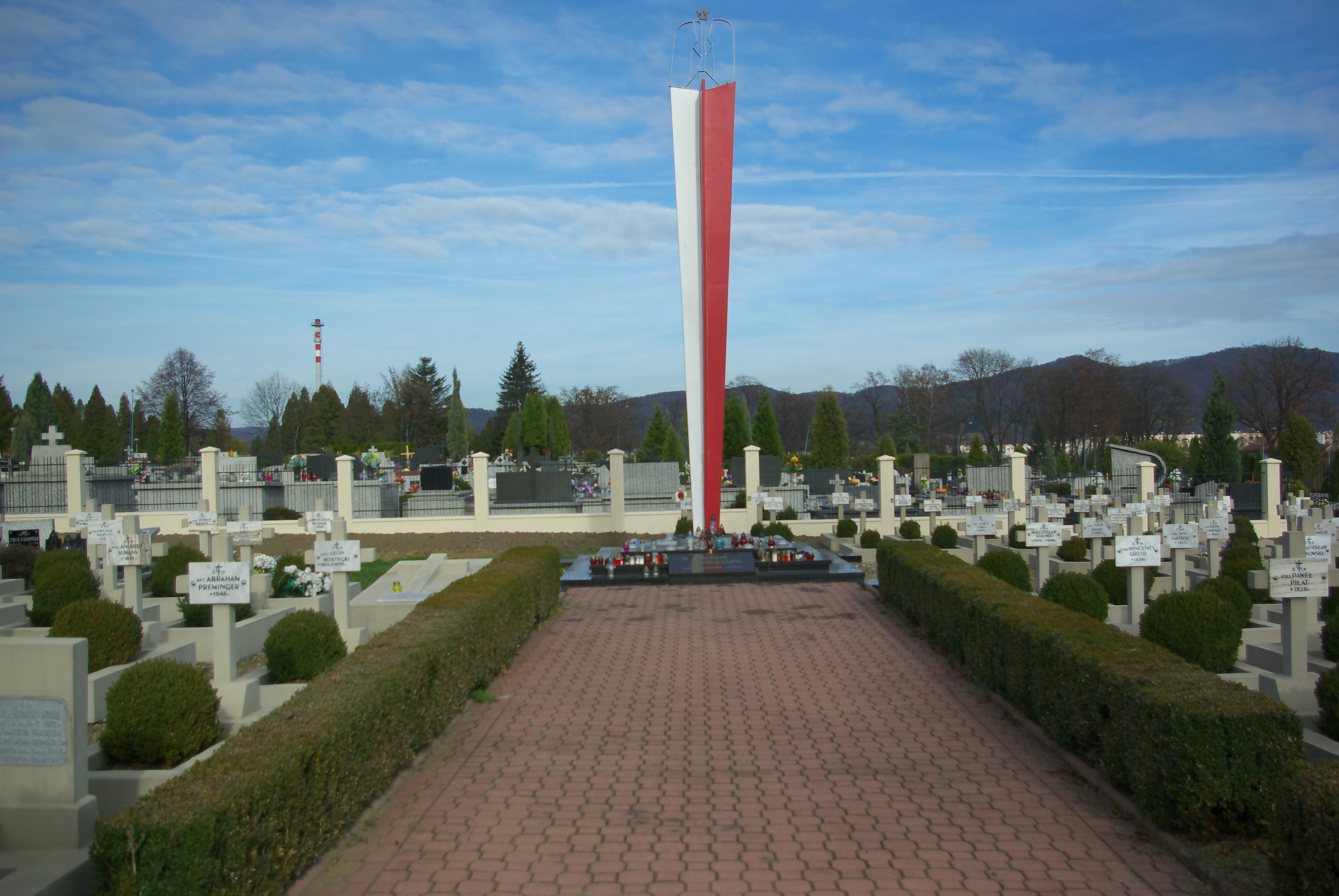
Kwatera żołnierzy polskich z pomnikiem upamiętniającym

Na cmentarzu znajduje się kwatera żołnierzy i oficerów Wojska Polskiego poległych w walkach o wyzwolenie w latach 1918–1948: wojnie polsko-ukraińskiej 1918–1919, wojnie polski-bolszewickiej 1919–1920, polskiej wojnie obronnej 1939 oraz w walkach z Ukraińską Powstańczą Armią 1944–1948. Według opisu z lat 20. XX wieku trzeci ówczesny cmentarz wojenny poległych w wojnach od 1918 leżał na północ od ww. drugiego cmentarza (na którym znajdowały się trzy pomniki). W tym czasie doliczono się na nim około 300 mogił, oznaczonych drewnianymi krzyżami, które w większości były zniszczone. Cały teren był otoczony drutem. Organizowaniem kwatery dla żołnierzy poległych w latach 1918–1920 zajął się jeszcze w latach 30. ks. kpt. Roman Kostikow z parafii wojskowej pw. Chrystusa Króla, powołanej przy stacjonującym w Sanoku, 2 Pułku Strzelców Podhalańskich. Pierwotnie istniało 105 mogił. W utworzonej kwaterze zostali pochowani wojskowi m.in. 2 Pułku Strzelców Podhalańskich oraz powstały mogiły żołnierzy walczących w szeregach 8 Drezdeńskiej Dywizji Piechoty, Korpusu Bezpieczeństwa Wewnętrznego i Wojsk Ochrony Pogranicza. Wśród pochowanych zostali m.in. ppłk dypl. Karol Lenczowski (1891–1936, kawaler Virtuti Militari, dowódca 2 Pułku Strzelców Podhalańskich w latach 1935–1936), szer. strz. Jan Goryl (1924–1946, kawaler Orderu Virtuti Militari), oficerowie 8 Dywizji Piechoty, którzy ponieśli śmierć ze strony Samodzielnego Batalionu Operacyjnego NSZ „Zuch” kpt. Antoniego Żubryda – mjr Abraham Preminger (1918–1946, szef Wydziału Polityczno-Wychowawczego, w wyniku egzekucji) i ppłk Teodor Rajewski (1916–1946, oficer radziecki, szef sztabu, podczas potyczki), kpr. Stefan Strzelczyk (1923–1947, uczestniczący 28 marca 1947 jako kierowca w inspekcji wojskowej w Bieszczadach, podczas której śmierć poniósł generał Karol Świerczewski; prócz niego 30 marca 1947 w Sanoku został pochowany także ppor. Józef Krysiński), oficerowie 34 Budziszyńskiego Pułku Piechoty: ppor. Mieczysław Walesiuk (1906–1946, komendant miasta; później jego szczątki przeniesiono do Białegostoku, w kwaterze pozostał symboliczny nagrobek), kpt. Leon Kostecki (1911–1955, dowódca plutonu). Ponadto w kwaterze są cztery groby żołnierzy Wojska Polskiego, którzy ponieśli tragiczną śmierć w późniejszych latach PRL. W kwaterze zostali pochowani także żołnierze żyjący w długich latach po II wojnie światowej, zmarli i pochowani w latach 60., 70. i 80. XX wieku: ppor. Zbigniew Królicki (zm. w 1962 w wieku 23 lat), sierż. Kazimierz Kokoszka (1946–1978), Piotr Palmowski (1907–1983) oraz st. chor. Karol Gurgacz (1941–1983) i jego żona Maria (1942–2006). Ponadto w 1958 w kwaterze miały zostać pochowane, po uprzedniej ekshumacji, ofiary masowej egzekucji (ok. 50 osób), dokonanej przez Niemców w grudniu 1943 w podrzeszowskiej Babicy.
Łącznie w kwaterze znajdują się 154 mogiły pojedyncze, dwie mogiły zbiorowe (jedna w północno-zachodnim rogu kwatery, w której spoczywa 10 ofiar) oraz jedna symboliczna zbiorowa, stanowiąca pomnik. Na niej umieszczono postument, z którego pionowo wznosi się podłużna sztywna flaga Polski z orłem na szczycie. Na pomniku umieszczono krzyż Virtuti Militari oraz tablicę pamiątkową z napisem W hołdzie poległym. Społeczeństwo Sanoka. Projektantem pomnika był Edmund Królicki, a przewodniczącym komitetu budowy Tadeusz Wilk. Budowa została ukończona przed 1 listopada 1959. Przez lata kwatera była otoczona żywopłotem. W latach 1980–1983 dokonano prac remontowych, podczas których na każdej mogile postawiono jednakowe krzyże z betonu, a na nich umieszczono tabliczki identyfikacyjne z białego marmuru.
W latach 2011–2012 mogiły w kwaterze zostały odremontowane, w tym także odmalowane. W 2013 zaplanowano wykonanie ogrodzenia kwatery. W 2014 zachodnia połowa okalającego kwaterę żywopłotu została zastąpiona ogrodzeniem.

#### Pochówki niemieckie z 1939
Po wybuchu II wojny światowej na cmentarzu przy ul. Rymanowskiej spoczęli także żołnierze Wehrmachtu, polegli w kampanii wrześniowej 1939. Szczątki żołnierzy niemieckich ekshumowano w 1995 i następnie złożono na cmentarzu wojskowym w Przemyślu, poświęconym 7 października 1995.

#### Kwatera żołnierzy Armii Czerwonej

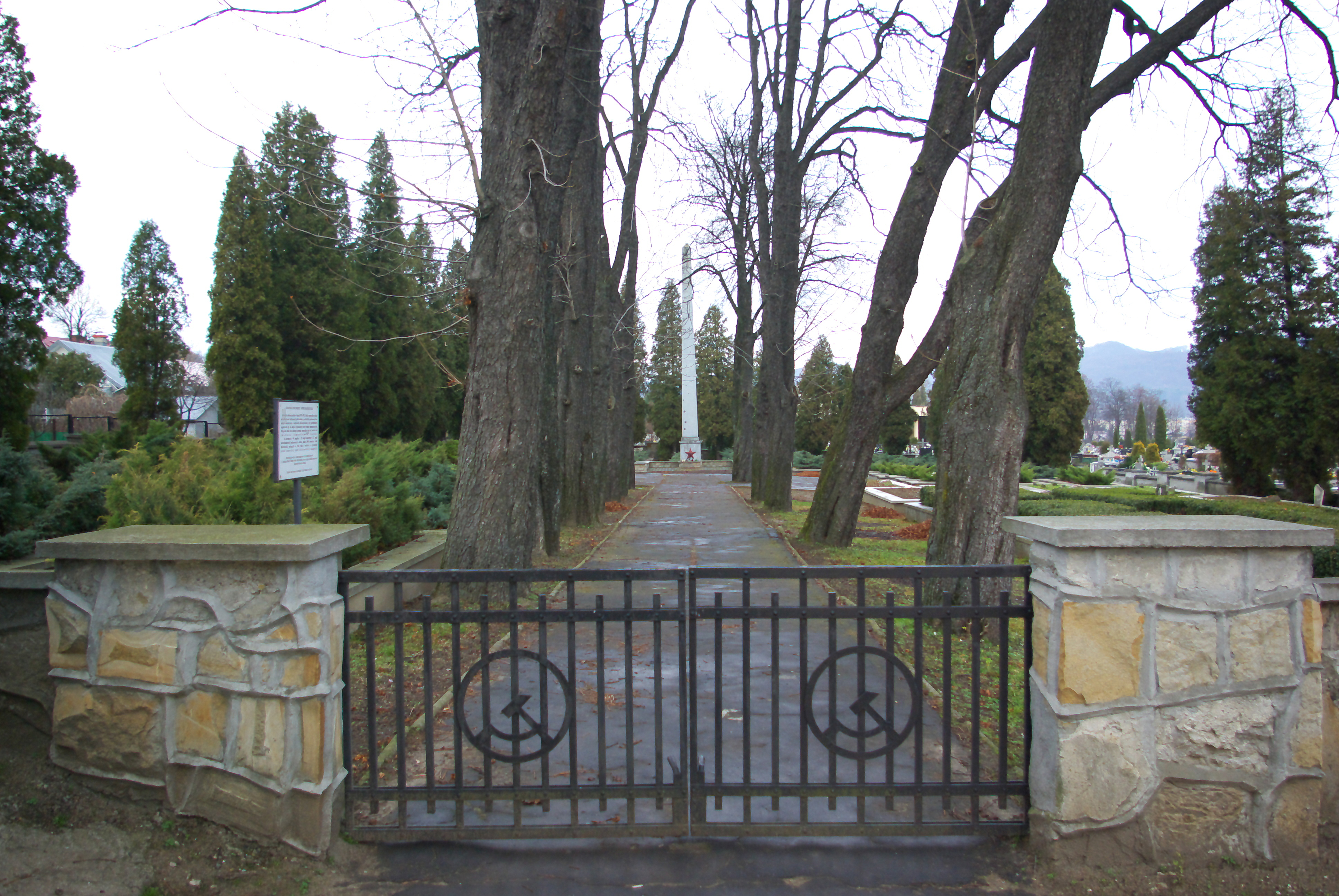
Kwatera żołnierzy Armii Czerwonej. Brama wejściowa z symbolami komunistycznymi

W zachodniej części Cmentarza Centralnego znajduje się kwatera żołnierzy Armii Czerwonej (wcześniej w tym miejscu istniał cmentarz żołnierzy austriackich, który zniwelowano celem utworzenia kwatery żołnierzy radzieckich). Według stanu z 1950 pierwotnie urządzony cmentarz wojenny urządzony na wydzielonym obszarze z cmentarza miejskiego przy ul. Rymanowskiej składał się w dwóch kwater i miał powierzchnię 1650 m². Kwatera pierwsza (zachodnia) miała wymiary 73 m x 12 = 936 m² (obejmowała 44 mogiły zbiorowe o wymiarze 5 m x 2 m), zaś przylegająca do niej kwatera druga (wschodnia) miała wymiary 73 m x 16,5 m = 1204,5 m² (obejmowała 60 mogił zbiorowych o wymiarze 5 m x 2 m). Około 1950 było tam pochowanych 110 zwłok, a w tym samym roku ogrodzono ten teren żywopłotem. W 1951 planowano ekshumowanie w to miejsce 221 ciał. Prace ekshumacyjne zwłok żołnierzy Armii Czerwonej prowadziła na obszarze województwa rzeszowskiego specjalna grupa ekspedycyjna Ministerstwa Gospodarki Komunalnej, zaś prace tworzenia stałego cmentarza wojskowego w Sanoku były na ukończeniu pod koniec 1953. W kwaterze spoczęli żołnierze radzieccy polegli w 1944 w walkach na froncie wschodnim II wojny światowej o tzw. wyzwolenie ziemi sanockiej. Zmarli pochodzili z szeregów 101 korpusu armijnego 38 Armii 1 Frontu Ukraińskiego. Pierwotnie żołnierze radzieccy byli grzebani w Sanoku w centrum miasta na wschodnim stoku parku miejskiego oraz na obszarze powiatu sanockiego, skąd ich ciała – po ekshumacjach prowadzonych przez Miejskie Przedsiębiorstwo Gospodarki Komunalnej – przeniesiono do utworzonej kwatery na cmentarzu. W późniejszych opracowaniach przyjęto czas założenia cmentarza w latach 1951–1953 (w tym okresi prowadzono ekshumacje).
Według pochodzącego z lat 1952–1953 planu usytuowania mogił cmentarza wojennego w Sanoku wynika, że teren cmentarza miał wymiary 73,5 m x 33,5 m oraz powierzchnię 2463 mm². W planie zaprojektowano stworzenie łącznie 90 ponumerowanych mogił, w tym 78 zbiorowych o wymiarach 5 x 2 m oraz 12 pojedynczych o wymiarach 2 x 1 m (przeznaczonych dla bohaterów Związku Radzieckiego i odznaczonych). Pomimo planowego utworzenia 78 mogił zbiorowych (istniejących do dziś w tej liczbie) na początku 1953 informowano, że istniało ich 82. Wspomniane mogiły indywidualne rozłożono po obu stronach pomnika. Pierwotna numeracja mogił rozpoczynała się od południowo-zachodniego narożnika cmentarza (usytuowana tam mogiła nosiła nr 1), natomiast współcześnie numeracja na mogiłach jest inaczej rozłożona, w związku z czym mogiła o numerze 1 leży w narożniku północno-wschodnim. Zgodnie z ww. planem cały obszar otoczono murowanym ogrodzeniem. Jeszcze do 1953 w obrębie kwatery wojennej istniała kostnica miejsca, którą sugerowano przenieść w inne miejsce. Na początku 1953 planowano ekshumacje łącznie 86 ciał z terenu ww. parku miejskiego w Sanoku i przeniesienie ich na cmentarz.
Łącznie na cmentarzu pochowano 2969 żołnierzy. Z upływem lat na mogiłach umieszczano indywidualne tabliczki upamiętniające poszczególnych żołnierzy, z inskrypcjami w językach: polskim, rosyjskim, ukraińskim, ormiańskim i gruzińskim. W kwaterze zostali pochowani m.in. majorzy Michaił Kalmus, Iosif Niepran, kapitanowie Nikołaj Gietmanski i Aleksandr Hulewicz, starszy lejtnant Nikołaj Gass, Kłara Sołonienko, st. sierż. Chamit Nieatbakow (Bohater Związku Radzieckiego), mł. sierż. Iwan Niedwiżaj (Bohater Związku Radzieckiego).
W kwaterze utworzono główną aleję, prowadzącą od bramy do pomnika, obsadzoną kasztanami, a w jej głębi centralnie został ustanowiony pamiątkowy obelisk o wymiarach podstawy 4 x 4 m = 16 m², na którym widnieje czerwona gwiazda. Na bramie wejściowej do kwatery o szerokości alei zainstalowano symbole komunistyczne: sierp i młot. W okresie PRL opiekę nad mogiłami w kwaterze sprawowali sanoccy harcerze oraz miejska organizacja TPPR. Ponadto do lat 80. groby w kwaterze były porządkowane przez uczniów sanockich szkół w okresie przed Świętem Rewolucji Październikowej (7 listopada). W 2012 zostało odremontowanych sześć mogił zbiorowych w kwaterze.

### Obiekty upamiętniające i zabytkowe

#### Krzyż Powstańców

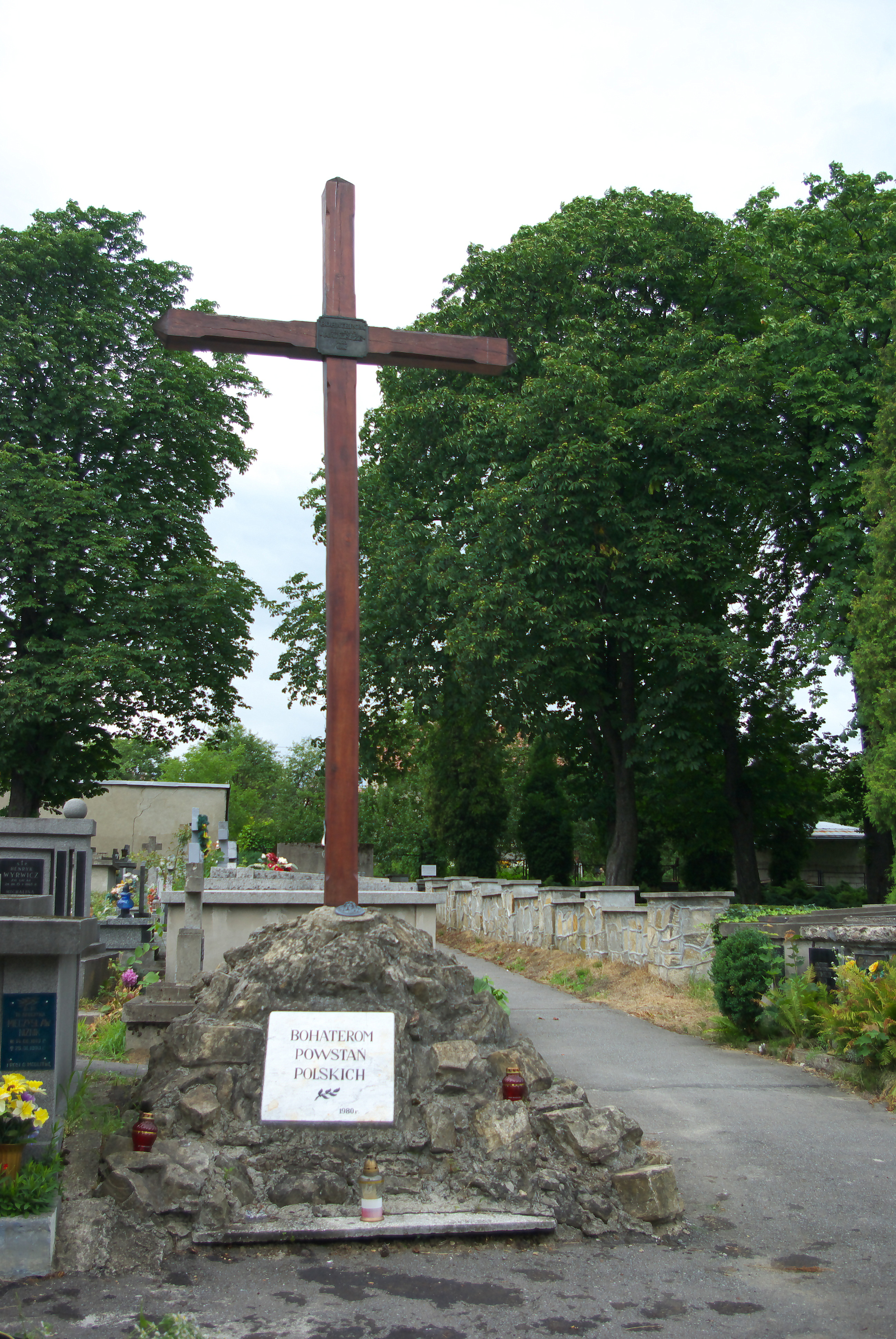
Krzyż Powstańców

Pierwotnie Pomnik dla poległych w walkach narodowych 1830-31 i 1863 planowano ustanowić tuż po założeniu cmentarza przy ulicy Rymanowskiej w 1896. Pomnik, zaprojektowany przez inż. Władysława Beksińskiego, miał stanowić dębowy krzyż usadowiony na wzniesieniu z kamiennych głazów, na których planowano umieścić marmurową tablicę upamiętniającą, zaś otoczony miał być przez kolumny łączone łańcuchem. Monument miał być umiejscowiony w jednym czterech, bezpłatnych miejsc dla zasłużonych, przewidzianych w centralnej części nowego cmentarza.
Obecnie istniejący dębowy Krzyż Powstańców znajduje się w północno-zachodnim narożniku części starego cmentarza przy ulicy Rymanowskiej. Krzyż postawili w 1923 sanoccy harcerze i uczniowie Państwowego Gimnazjum im. Królowej Zofii w Sanoku: Fritz Hotze, Józef Pudełko, Tadeusz Riedrich, Zygmunt Żyłka-Żebracki, dla upamiętnienia polskich powstań niepodległościowych. Umieszczono na nim tabliczkę z napisem: „Bohaterom z 1831/63 Harcerze 1923”, która została wykonana w Sanockiej Fabryce Wagonów. Pod krzyżem harcerze składali Przyrzeczenie Harcerskie (m.in. Zdzisław Peszkowski). W 1958 symboliczny obiekt został odnowiony przez władze miasta. W 1980 na wykonanej z kamieni podstawie krzyża ustanowiono tablicę z inskrypcją: Bohaterom Powstań Polskich 1980. 11 listopada 1996 poświęcono nowy krzyż wraz z odnowioną tabliczką metalową z pierwotnego krzyża, która zawiera inskrypcję „Bohaterom zr. 1831/63 »Harcerze« 1923 1996” (ufundował ją pochodzący z Sanoka, ówczesny Naczelnik ZHP, hm. Ryszard Pacławski). Dodatkowo na pionowej belce krzyża z tyłu przymocowano tabliczkę z napisem „Ernest Bauman Powstaniec 1831 r. Kawaler V.M. pof. pułku jazdy pozn.”. Pomnik jest uznany za obiekt zabytkowy i podlega ochronie prawnej.

#### Mogiły zbiorowe

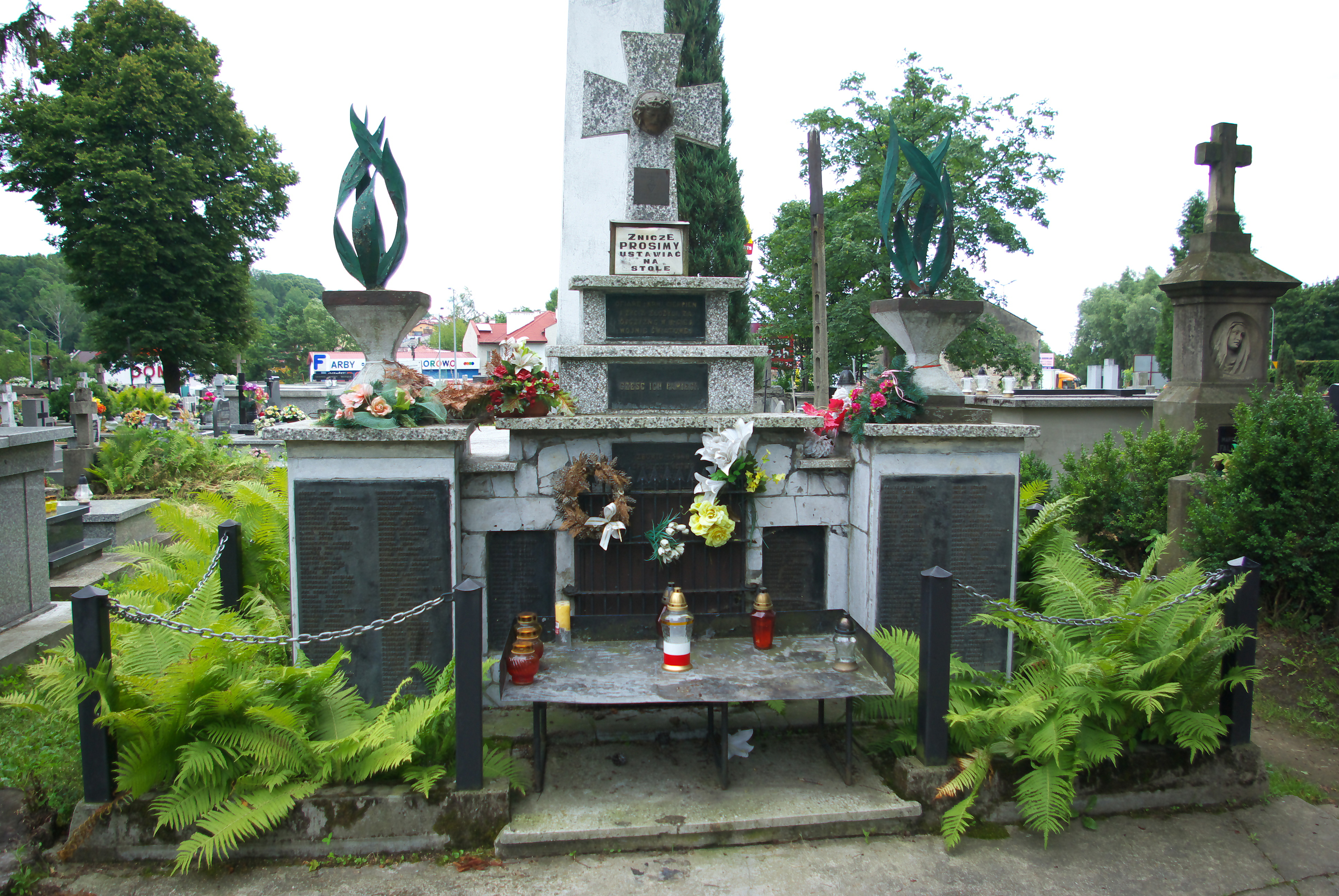
Mauzoleum

Przy głównej alei prowadzącej od ulicy Rymanowskiej do pierwotnej kaplicy cmentarnej znajdują się dwie mogiły zbiorowe. Pierwsza to Mauzoleum Ofiar II Wojny Światowej, które zostało ustanowione jesienią 1948. W monumentalnym grobowcu złożono prochy ofiar pochodzących z Sanoka i ziemi sanockiej – uczestników walk na frontach II wojny światowej, członków ruchu oporu, więźniów niemieckich obozów koncentracyjnych i innych pomordowanych. Powstanie pomnika zainicjowało koło w Sanoku Polskiego Związku Byłych Więźniów Politycznych Hitlerowskich Więzień i Obozów Koncentracyjnych, planujący to upamiętnienie już od 1946). Projektantem był Stanisław Ryniak, inżynier architekt i zarazem były więzień obozu Auschwitz-Birkenau (pierwszy polski osadzony z nr 31). Forma mauzoleum przypomina obozowy piec krematoryjny – posiada otwór frontowy oraz obelisk imitujący komin. Główna inskrypcja na tablicy brzmi: Ofiarę z krwi, cierpień i życia złożyli za Ojczyznę w II-giej wojnie światowej. Cześć ich pamięci. We wnętrzu mauzoleum umieszczono wykonaną z brązu urnę, wykonaną przez członków ww. koła zatrudnionych w sanockiej Fabryce Wagonów. W późniejszym czasie umieszczono w niej ziemię spod Ściany Śmierci z obozu Auschwitz-Birkenau oraz innych miejsc kaźni (obozy Groß-Rosen, Majdanek oraz miejsca martyrologii: Gruszka, Hanusiska, Falejówka, Glinice, Olchowce i inne), tym samym symbolicznie upamiętniając szczątki zmarłych tam ofiar. Przez lata sporządzano ewidencję poległych i pomordowanych z ziemi sanockiej, których listę zamknięto w latach 50. i zaplanowano umieszczenie ich nazwisk na wykonanych z brązu płytach docelowo przeznaczonych do zainstalowania na ścianach Mauzoleum. Po kolejnych latach przestoju na bocznych ścianach pomnika umieszczono dwanaście tablic z imionami i nazwiskami ofiar (pierwotnie było umieszczonych 560 tożsamości, a według późniejszych źródeł 576). Finalizacji dokonał oddział powiatowy w Sanoku Związku Bojowników o Wolność i Demokrację, a przed zamontowaniem wykonanych w Krakowie tablic mauzoleum zostało odremontowane. Uroczystości odsłonięcia nowych tablic odbyły się w sierpniu 1962 w trakcie obchodów 800-lecia miasta. Do tego czasu istniały na Mauzoleum blaszane tablice z nazwiskami ofiar. Potocznie mauzoleum bywa określane jako Mauzoleum Oświęcimiaków bądź Pomnik Oświęcimiaków. Na tablicach zostały wymienione ofiary II wojny światowej, w tym różnych niemieckich obozów koncentracyjnych, zabici przez Niemców w egzekucjach (na górze Gruszka, w lesie Hanusiska, w Czarnym Lesie), a ponadto rozstrzelani w ramach zbrodni katyńskiej i zmarli w ZSRR, zamordowani przez UPA, polegli w Monte Cassino). Wśród wymienionych są m.in.: Jerzy Albert, Julian Bakoń, Jan Barniak, kpt. Tadeusz Berek, Zygmunt Bezucha, ks. Franciszek Bętkowski, Lucjan Borek-Prek, Kazimierz Ciałowicz, Zbigniew Czekański, Jan Drabik, Zbigniew Dukiet, Bronisław Górski, dr Bronisław Grzywacz, Jakub Hanus, Jan Hrabar, dr Jan Hrebenda, Stanisław Hroboni, Bolesław Jus, Jan Keller, Edward Kielar, Jan Kosina, Jan Krawiec, Zygmunt Kruszelnicki, Władysław Kubala, Józef Kucharski, Stanisław Kurek, ks. Władysław Kuzio, Wincenty Kwiatkowski, Ryszard Linscheid, Stanisław Lurski, Ludwik Ławniczak, Władysław Majcher, Stanisław Michalski, Bolesław Mozołowski, Stefan Mozołowski, Władysław Mueller, Antoni Nabywaniec, Marian Niedenthal, Romuald Ochęduszko, ks. Euzebiusz Pelc, dr Jerzy Pietrzkiewicz, Marian Placzek, Marek Pollak, Bolesław Przystasz, Mieczysław Pudełko, Zdzisław Rajchel, Józef Rec, Antoni Rejnin, Jan Rerutko, dr Roman Rogoż, Jerzy Skoczyński, ks. Józef Skrabalak, Tadeusz Słotołowicz, Maksymilian Słuszkiewicz, inż. Ludwik Sokołowski, Marian Strzelbicki, Franciszek Szafran, Władysław Szechyński, Władysław Szelka, ks. Antoni Tomaka, Zygmunt Tomaszewski, Kazimierz Vetulani, Ludwik Warchał, Czesław Wawrosz, ks. Stanisław Węgrzynowski, Julian Wichert, Józef Władyka, kpt. dr Grzegorz Woźniakowski, ks. Władysław Wójcik, Zbigniew Wyskiel, Juliusz Zaleski, Władysław Żarski, Leopold Żołnierczyk. W 1978 roboty remontowo-konserwatorskie pomnika wykonała sprawująca opiekę gospodarczą nad tym monumentem Sanocka Fabryka Autobusów „Autosan”, a tym samym roku do prac porządkowych tego miejsca zadeklarowali się uczniowie II Liceum Ogólnokształcącego im. Marii Skłodowskiej-Curie w Sanoku.

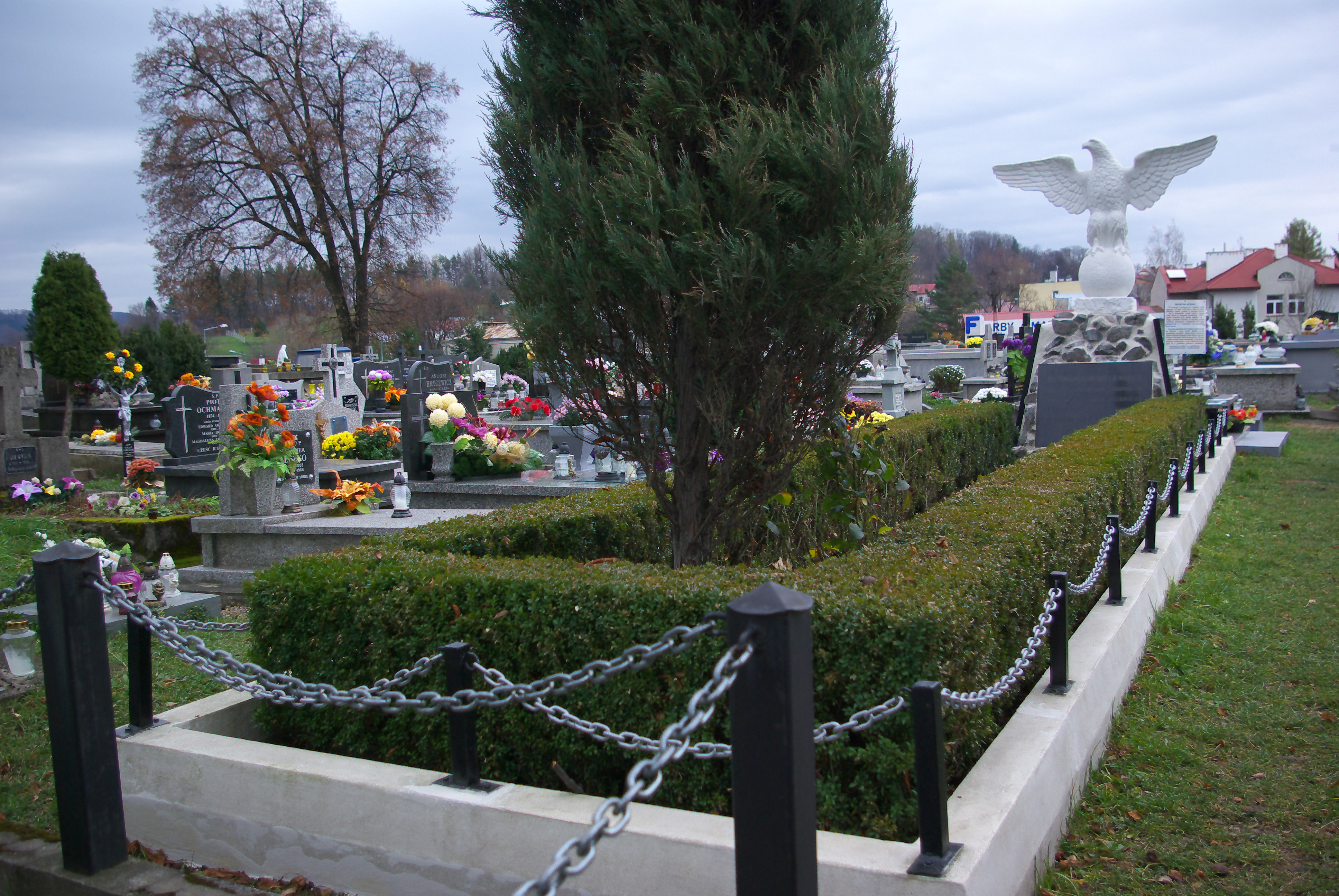
Mogiła rozstrzelanych na Gruszce

Druga zbiorowym pochówkiem o charakterze symbolicznym jest położona tuż za ww. Mauzoleum Ofiar II Wojny Światowej mogiła upamiętniająca ofiary rozstrzelane na Gruszce. W listopadzie 1947 odbyły się w Sanoku uroczystości, po których na cmentarzu pochowano ekshumowane szczątki ofiar rozstrzelanych przez Niemców 5/6 lipca 1940 na stoku góry Gruszka nieopodal Tarnawy Dolnej. Było to 112 więźniów z sanockiego więzienia, a wśród zamordowanych był były kpt. Czesław Wawrosz, kpt. Jan Drabik, profesor sanockiego gimnazjum Józef Rec. Mogiłę o podłużnej formie otoczono żywopłotem. Na pomniku z podstawą w postaci stosu kamieni umieszczono tablicę z inskrypcją: Męczennikom za wolność i demokrację. Mogiła zbiorowa Polaków zamordowanych bestialsko przez zbirów hitlerowskich w czasie okupacji powiatu sanockiego od września 1939 r. do czerwca 1944 r. Cześć waszej pamięci. Na postumencie usadowiono rzeźbę sokoła autorstwa Stanisława Jana Piątkiewicza, która pierwotnie od 1939 miała zostać umieszczona na Gmachu Towarzystwa Gimnastycznego „Sokół” w Sanoku. W 2012 mogiła została odremontowana, a rzeźba sokoła odmalowana. W połowie 2013 po bokach pomnika umieszczono dwie tablice zawierające listę ofiar zamordowanych na górze Gruszka.

#### Krzyż Golgota Wschodu i Dęby Pamięci

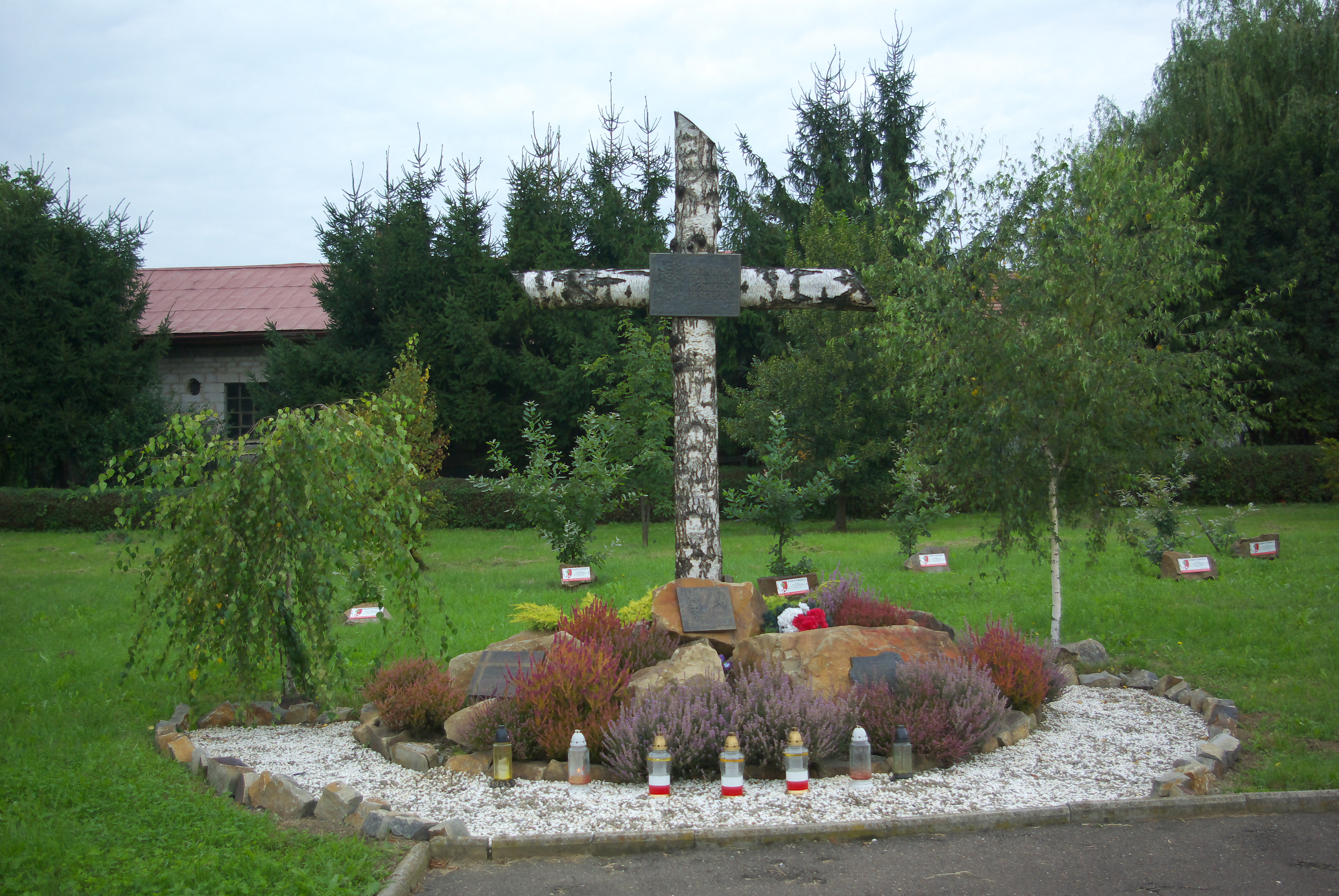
Pomnik Golgota Wschodu

Pomnik w postaci Krzyża Golgota Wschodu upamiętnia pochodzące z Sanoka i Ziemi Sanockiej ofiary zbrodni katyńskiej. Znajduje się w zachodniej części cmentarza, nieopodal domu przedpogrzebowego. Pomnik powstał z inicjatywy rodowitego sanoczanina, ks. Zdzisława Peszkowskiego. Głównym jego elementem jest Krzyż Pamięci Ofiar Polskiej Golgoty Wschodu, poświęcony 10 listopada 2008. Stanowi go krzyż brzozowy z tabliczką o treści: Ofiarom polskiej Golgoty Wschodu. U podstawy krzyża umieszczono kamienie, na których widnieją trzy tablice. Pierwsza zawiera inskrypcję Krzyż wzniesiono z inicjatywy Ks. Prałata Zdzisława J. Peszkowskiego staraniem Hufca ZHP Ziemi Sanockiej. A.D. 2008., druga – W 40-stym nas Matko na Sybir zesłali. Sanok, 04.2009., ufundowana przez Związek Sybiraków, zaś trzecia, upamiętniająca por. Zbigniewa Czekańskiego, zawiera cytat ks. Zdzisława Peszkowskiego i informację pamiątkową: Sercem i modlitwą otaczam postać dh Z. Czekańskiego, umiłowanego harcerza, konspiratora, bohatera i męczennika, ks. Z. Peszkowski / por. Zbigniew Czekański ur. 4.VII.1907 zginął 30.VI.1941. Z-ca komendanta hufca harcerzy w Sanoku. Dowódca Harcerskiej Kompanii Obrony Lwowa w 1939 r. Instruktor Chorągwi Lwowskiej Szarych Szeregów. Sanok, 18.04.2009.
W dniu 18 kwietnia 2009, w ramach akcji „Katyń... pamiętamy” / „Katyń... Ocalić od zapomnienia”, w tzw. Alei Katyńskiej wokoło ww. krzyża zostało zasadzonych 21 Dębów Pamięci, honorujących ofiary zbrodni katyńskiej, urodzone w Sanoku bądź związane z miastem. W drugą rocznicę śmierci księdza Peszkowskiego, 8 października 2009, posadzono trzy następne Dęby Pamięci, a w piątą rocznicę, tj. 8 października 2012, dwa kolejne. Łącznie zostało upamiętnionych 26 oficerów i funkcjonariuszy: podch. Juliusz Bakoń, ppor. Zygmunt Bezucha, mjr Józef Drzewiecki, kpt. Jan Dulęba, ppor. Włodzimierz Dżugan, ks. ppłk Szymon Fedorońko, mjr Tadeusz Florczak, ppor. Władysław Godula, ppor. Stanisław Hroboni, ppor. Bronisław Jahn, por. Edward Kilarski, mjr Jan Kosina, chor. Stanisław Mazur, por. Stanisław Michalski, ppor. Władysław Miller, płk Stefan Mozołowski, ppłk Edward Peszkowski, ppor. Zbigniew Przystasz, ppor. Zdzisław Rajchel, st. post. Rudolf Ryndak, por. Tadeusz Słotołowicz, ppłk Stanisław Styrczula, kpt. Franciszek Szafran, kpt. Aleksander Ślączka, podch. Ludwik Warchał, por. Józef Winter. Według szacunków i badań przeprowadzonych do 2010 w ramach zbrodni katyńskiej zginęło przeszło 60 osób pochodzących z Sanoka i ziemi sanockiej. Współinicjatorką ustanowienia pomnika Golgota Wschodu i zasadzenia Dębów Pamięci była hm. Krystyna Chowaniec. W dniu 22 czerwca 2022 poświęcono czwarty z kolei egzemplarz brzozowego krzyża (wcześniejsze stawiano w 2012 i w 2017).

#### Nagrobki zabytkowe
Na cmentarzu dostrzec można modernistyczną sztukę sepulkralną. Na obszarze nekropolii znajdują się nagrobki zabytkowe, podlegające ochronie prawnej. Są to zarówno nagrobki indywidualne jak i rodzinne grobowce zbiorowe. Pierwotnie, wobec braku miejscowego konserwatora zabytków, w 1978 grupa miejska w składzie Edward Zając (dyrektor Muzeum Historycznego w Sanoku), Barbara Bandurka (plastyk miejski) i Krystyna Kilar (przewodnik muzealny) po inwentaryzacji wskazała łącznie 43 nagrobki (5 w starej części przy ulicy Jana Matejki i 38 w starej części przy ulicy Rymanowskiej) uznając je za posiadające wartość historyczną i zaproponowała ich zachowanie. Dwoma decyzjami wojewódzkiego konserwatora zabytków z 20 grudnia 1982 do ewidencji zabytków wpisano 65 obiektów: 49 w części przy ulicy Rymanowskiej (decyzją A-31) oraz 16 obiektów w części przy ulicy Jana Matejki (decyzją A-32); zostało to potwierdzone 20 maja 2009 decyzją Wojewódzkiego Urzędu Ochrony Zabytków w Przemyślu. Ponadto, osobną decyzją Podkarpackiego Wojewódzkiego Konserwatora Zabytków w Przemyślu z 15 lipca 2010 wpisano do rejestru zabytków ruchomych województwa podkarpackiego pod numerem rejestru B-353 grobowiec rodziny Mozołowskich. Do założonej w 2014 gminnego ewidencji zabytków miasta Sanoka, opublikowanego w 2015, zostało wpisanych 49 nagrobków w starej części przy ulicy Rymanowskiej oraz 16 nagrobków w starej części przy ulicy Jana Matejki (potwierdzone w 2018).
Niektóre z zabytkowych nagrobków utraciły swój pierwotny wygląd. Do rejestru zabytków sanockiej nekropolii została wpisana część pomników nagrobnych wykonanych w warsztatach kamieniarskich Lwowa: m.in. w zakładzie Schimserów (nagrobek Władysława Niedźwieckiego, prawdopodobnie autorstwa Leopolda Schimsera, zaś po jego śmierci w pracowni kierowanej przez żonę Wiktorię (1838-1908) powstał nagrobek Karoliny i Mateusza Beksińskich), Ludwika Makolondry (nagrobki Juliusza Koźmy i grobowiec rodziny Pleszowskich, w którym został pochowany Jan Bogorya Pleszowski), Juliana Markowskiego (nagrobek Cyryla Jaksy Ładyżyńskiego), Ludwika Tyrowicza (nagrobek Antoniego Puszczyńskiego, Julii Rapf-Starosolskiej oraz prawdopodobnie Ludwika Święcha i Tytusa Lemera) oraz Bernarda Kobera (nagrobek Maksymiliana Frydeckiego); Krakowa: zakłady Romualda Łapczyńskiego (nagrobek Maryana Truszkowskiego, c. k. urzędnika skarbowego), Józefa Kuleszy (prawdopodobnie nagrobek rodziny Nowaków w formie katafalku oraz figura na nagrobku Anny (Lewickiej) Pająk), Przemyśla: zakład Ferdynanda Majerskiego (nagrobki Hiacynty Truskolaskiej, ks. Bronisława Stasickiego, Leopolda Biegi) oraz Sambora: zakład M. Bożejki (nagrobek Stanisława Lakusa). Twórcami nagrobków na cmentarzu byli też rzeźbiarze i kamieniarze prowadzący zakłady w okolicach Sanoka: Stanisław Piątkiewicz (Paweł Nestorowicz wskazał grobowce rodzin Iwanowiczów, Małachowskich, Słuszkiewiczów (pochowany Michał Słuszkiewicz) i Marii (Kamińskiej) Faliszewskiej, niepodpisany grobowiec w części Matejki oraz prawdopodobieństwo wykonania grobowców rodziny Lipińskich (pochowani w nim m.in. Aleksander, Walenty, Kazimierz, Bronisław Filipczak), Mozołowskich, Karola Petschachera) (Rymanów), Wojciech Wojtowicz (Krosno, wykonał nagrobek Marii Dobosz), Józef Aszklar (Krościenko Wyżne, wykonał nagrobki Bronisławy i Wojciecha Ślączków, Zofii Zaleskiej – córki Karola, oraz prawdopodobnie Anny Radomskiej), Jacek Fredro (Cisna).
Staraniem powstałego 16 stycznia 2009 Stowarzyszenia Opieki nad Starymi Cmentarzami w Sanoku (prezesem została Ewa Filip) od 2010 następują prace konserwatorskie i trwa sukcesywna restauracja kolejnych nagrobków. Jako pierwszy został odnowiony nagrobek Mateusza Beksińskiego w 2010), następnie nagrobki Władysława Niedźwieckiego i Maryana Truszkowskiego w 2011, nagrobek Heinrichów w 2012, Amalii Celestyny Świtalskiej w 2013, Feliksa Gieli w 2015, Jana Porajewskiego w 2016, ks. Bronisława Stasickiego w 2020, grobowiec rodzinny kpt.  Franciszka Löwy’ego w 2022.
Lista nagrobków wpisanych do rejestru zabytków:
Część przy ulicy Jana Matejki
- Grobowiec Beksińskich: Mateusz (1814-1886), Karolina (1830-1901)[200]
- Nagrobek Grzegorza Hanulaka (1807-1887)[229][230]
- Nagrobek Balbiny Germak (1880-1949)[231][232]
- Grobowiec Germaków: Jan (zm. 1926), Maria (1851-1930)[233][234][235]
- Nagrobek Feliksa Gieli (1859-1936)[236]
- Grobowiec Heinrichów: Juliusz Heinrich (1836-1884), Kornel Heinrich (1833-1888), Józefa Drozd z domu Heinrich (1838-1889)[237][238][239][240]
- Grobowiec Kawskich: Marian (1876-1932), Czesława (1880-1976), Jadwiga Rudy (1910-1994)[241]
- Grobowiec Konieczków: Wincenty (1852-1888), Teodozja (1861-1943), Seweryna Keller z d. Konieczko (1883-1951), Stanisława (1881-1971), Maria Keller (1909-2003), Apolonia Ostoja Świerczyńska (1829-1917)[242]
- Grobowiec Löwych: Anna (1847-1912), Józef (1841-1917), Franciszek (1890-1968), Halina (zm. 1979)[243]
- Nagrobek Władysława Niedźwieckiego (1848-1857)[244][245]
- Grobowiec Pollaków: Karol (1818-1880)[246]

- Grobowiec Suszków: Michał Nuncjusz (1916-1939), Cyprian (1922-1945), Stanisława (1887-1954), Michał (1860-1960)[247]
- Nagrobek Amalii Celestyny Świtalskiej (1840-1882)[248]
- Nagrobek Maryana Truszkowskiego (1879-1890)[248][249]
- oraz dwa niezidentyfikowane nagrobki z XIX wieku: jeden to krzyż[250], drugi to grobowiec[251] autorstwa Stanisława Piątkiewicza[252]

Część przy ulicy Rymanowskiej
- Grobowiec Baranów: Franciszek (zm. 1915), Anna (zm. 1918)[253]
- Grobowiec Baranowiczów: Maria Anna (1888-1911)[254][255], Jakub (1911–1912)[256], Kazimierz (1915-2002), Krzysztof (1951-2015), Barbara (1924-2020)
- Nagrobek Borczyków: Józef (ur. i zm. 1904)[257], Stanisław (ur. 1904, zm. 1907)[258][259]
- Nagrobek Wasylija Czemarnyka (1833-1896)[260]
- Nagrobek Marii Dobosz (1909–1911)[216][261]
- Grobowiec Dembickich: Adam Dembicki von Wrocień (1849-1933), Oktawia (1890-1984), Adam (1927-2017), Klaudiusz (1959-2017), Jadwiga Pisarczuk (1890-1957)[262]
- Nagrobek ks. Józefa Drozda (1857-1923)[263]
- Nagrobek Katarzyny Drwięgi (1878-1950)[264][265][266]
- Nagrobek Kazimiery Prus-Głowackiej (1845-1906)[267][268]
- Nagrobek Marii Górczyńskiej (1907–1920)[269][270]
- Grobowiec Guzików: Jan (1851-1918)[271], Honorata (1845-1931)[272][273]; Kellerowie: Janina (1924-1988), Zygmunt Hipolit (1916-2008)
- Grobowiec Petroneli Hoffman (zm. 1906)[274] i Leona Zaleskiego (zm. 1909)[275]
- Nagrobek Marii Iwanowicz (1867-1930)[276]
- Nagrobek Mariana Bonawentury Jayko (1900-1918)[277][278][279]
- Nagrobek Józefy Józefowicz (1887-1906)[280][281]
- Nagrobek Kellerów: Tadeusz (1913-1914)[282][283], Zofia (1920–1924)[284][285]
- Nagrobek Marii Kern (1818-1900)[286][287]
- Grobowiec Konratowiczów: Alfred (1865-1897)[288], Leontyna (1844-1913[289])[290]
- Nagrobek Olgi Krawczyńskiej (1855-1898)[291][292]
- Nagrobek Władysława Laurosiewicza (1864-1913)[293][294]
- Nagrobek Tytusa Lemera (1852-1899)[295]
- Nagrobek Marii Leszczyńskiej (1830-1899)[296][297]
- Nagrobek Stanisława Leszczyńskiego (zm. 1906)[298][299]
- Nagrobek Feliksa Wilhelma Limbacha (zm. 1908)[300][301]
- Grobowiec Lipińskich: m.in. Aleksander (1849-1897), Walenty (1813-1897), Kazimierz (1857-1911), Alfred Pohor Janowski (1883-1956), Anna Janowska (1889-1964), Walentyna Filipczak (1886-1955), Bronisław Filipczak (1877-1973)[302][e]
- Nagrobek Cyryla de Jaksa Ładyżyńskiego (1830-1897)[303]; dr Michał Ładyżyński (1867–1931)[304]
- Grobowiec Mozołowskich: Stefan (1826-1908), Maria (1830-1919), Jan (1856-1898), Józef (1858-1904), Antonina (1872-1900), Stanisław (1894-1900)
- Nagrobek Leona Norasa (1834-1902)[305]
- Nagrobek Floriana Nowaka (1832-1899)[306][307]
- Grobowiec Petschacherów: Karol (zm. 1902), Amalia (zm. 1924); Marianna Nowak (zm. 1927)[308]
- Grobowiec Pleszowskich: Jasieńko-Zefircio (ur., zm. 1885), Jan Bogorya (zm. 1909)[309]
- Nagrobek Jana Porajewskiego (1872-1929)[310]
- Nagrobek Zbigniewa Praczyńskiego (1920–1921)[311][312]
- Nagrobek Anny Radomskiej (1825-1907)[313][314]
- Nagrobek Józefa Salamona (1848-1929)[315]
- Grobowiec Sameckich i Słuszkiewiczów: Jan Samecki (zm. 1926), Maria Samecka (1936), Stefania Słuszkiewicz (1889-1959), Maria Słuszkiewicz (1949-1950)[316]
- Nagrobek Zbigniewa Schwarza (zm. 1922)[317]
- Nagrobek Zofii Siekierzyńskiej (1897–1900)[318][319]
- Grobowiec Słuszkiewiczów: Michał (1848–1936), Paulina (1858–1926)[320]
- Nagrobek ks. Bronisława Stasickiego (1836–1908)[321]
- Grobowiec Sulimierskich: Kazimierz (1857–1914), Maria (1883–1921)[322]
- Nagrobek Augusta Ścibora-Rylskiego (zm. 1902)[323]
- Nagrobek Olgi Ścibor-Rylskiej (1873-1898)[324][325]
- Nagrobek Bronisławy Ślączki (1856–1903)[326]
- Nagrobek Wojciecha Ślączki (1851–1925)[327]
- Nagrobek Ludwika Święcha (zm. 1911, lat 38)[328][329]
- Nagrobek Magdaleny Truskolaskiej (zm. 1898)[330][331]
- Pomnik-Krzyż Bohaterów Powstań Polskich z 1831 i 1863[332]
- oraz dwa niezidentyfikowane nagrobki z przełomu XIX i XX wieku: jeden przedstawiający rzeźbę aniołka[333], drugi to nagrobek Jadwigi Kielanowskiej (zm. 1896)[334][335][252])

Ponadto do założonego w 2014 gminnego rejestru zabytków miasta Sanoka została wpisana stara kaplica cmentarna przy ul. Rymanowskiej, pierwotnie od 1895 stanowiąca kaplicę grobową rodziny Habermann, w której zostali pochowani członkowie tej rodziny: Józefa Habermann (zm. 1895), Antoni Habermann de Haberfeld (zm. 1916), Leopold Habermann (zm. 1917), Franciszka Habermann de Haberfeld Owsiany (zm. 1920), Robert Habermann (zm. 1943).
Pierwotny nagrobek Józia i Stasia Borczyków nie istnieje. Obu zmarłych wymienia inskrypcja na grobowcu Władysława Szombary, który jest położony we wcześniejszej lokalizacji zabytkowego nagrobka.

## Pochowani na cmentarzu
Listy pochowanych podane zostały w kolejności chronologicznego uwzględnienia śmierci.

### Kawalerowie Orderu Virtuti Militari
Osoby odznaczone Orderem Virtuti Militari, które zostały pochowane na Cmentarzu Centralnym w Sanoku. Przy opisie odznaczonych podano klasę Orderu Virtuti Militari: Krzyż Złoty (IV klasa) – KZ,  Krzyż Srebrny (V klasa) – KS.
- dr Kacper Kostecki (1785-1864), lekarz w 14 pułku piechoty Armii Księstwa Warszawskiego, uczestnik kampanii 1812, fizyk obwodowy w cyrkule sanockim (KZ)[345][346][347]
- Ernest Bauman (zm. 1889), podoficer Pułku Jazdy Poznańskiej, powstaniec listopadowy, inżynier (KS)
- kpt. Kazimierz Swoszowski (1893–1920), kapitan-pilot, uczestnik I wojny światowej, wojny polsko-bolszewickiej (KS)
- ppor. Adam Antoni Bratro (1900–1920), harcerz, dowódca kompanii, uczestniczył i zginął w wojnie polsko-bolszewickiej (KS)
- ppłk Karol Lenczowski (1891–1936), legionista, oficer dyplomowany Wojska Polskiego, dowódca 2 Pułku Strzelców Podhalańskich w latach 1935–1936 (KS)
- mjr Kazimierz Biernat (1894–1937), żołnierz 82 Syberyjskiego Pułku Piechoty, uczestnik wojny polsko-bolszewickiej (KS)
- szer. strz. Jan Goryl (1924–1946), żołnierz 8 Drezdeńskiej Dywizji Piechoty, 34 Budziszyńskiego Pułku Piechoty (KS)[348][349][350]
- mjr Kazimierz Poschinger (1898–1956), uczestnik czterech wojen: I i II światowej, polsko-ukraińskiej oraz polsko-bolszewickiej (KS)
- kpr Jan Drwięga (1894–1970), legionista, uczestnik wojny polsko-ukraińskiej, urzędnik branży naftowej (KS)
- por. Piotr Dudycz (1902–1973), podoficer Wojska Polskiego II RP, żołnierz ZWZ-AK, oficer WOP (KS)
- st. sierż. Kazimierz Nowakowski (1898–1977), uczestnik czterech wojen: I i II światowej, polsko-ukraińskiej oraz polsko-bolszewickiej, po 1945 prześladowany przez władze komunistyczne (KS)
- kpt. Aleksander Rybicki (1904–1983), oficer Armii Krajowej, organizator szlaków kurierskich podczas II wojny światowej, kustosz muzealny, założyciel Skansenu w Sanoku (KS)
- kpt. Stanisław Szwed (1894–1984), oficer, działacz samorządowy, poseł na Sejm II RP, prawnik (KS)
- Jan Łożański (1912–1990), oficer ZWZ-AK, wielokrotny kurier transgraniczny na trasie Warszawa–Budapeszt, po wojnie prześladowany i więziony przez władze komunistyczne (KS 2x)
- ppłk Paweł Miller (1921–1992), oficer Ludowego Wojska Polskiego, działacz ZBoWiD (KS)
- ppłk Edward Łabno (1908–1995), oficer Wojska Polskiego i Polskich Sił Zbrojnych na Zachodzie, uczestnik II wojny światowej w kampanii wrześniowej i na froncie zachodnim, po wojnie prześladowany przez władze komunistyczne, radny Sanoka (KS)
- płk Zygmunt Żyłka-Żebracki (1907–1997), oficer, podczas II wojny światowej działał w SZP, ZWZ-AK, WiN, dowódca 15 Pułku Piechoty „Wilków”, uczestnik Akcji „Burza”, po wojnie prześladowany i więziony przez władze komunistyczne, inżynier budownictwa (KZ)
- kpt. Wojciech Dąbrowski (1900–1998), funkcjonariusz Straży Granicznej II RP, uczestnik czterech wojen: I i II światowej, polsko-ukraińskiej oraz polsko-bolszewickiej, oficer WP (KS)
- ppłk Marian Jarosz (1921-2008), oficer Wojska Polskiego, uczestnik II wojny światowej, walk z UPA (KS)
- płk Wiesław Wolwowicz (1922-2014), oficer Polskich Sił Zbrojnych na Zachodzie, uczestnik walk na froncie zachodnim podczas II wojny światowej
- gen. bryg. pil. Ludwik Krempa (1916-2017), podoficer rezerwy lotnictwa Wojska Polskiego II RP, pułkownik pilot Polskich Sił Powietrznych, porucznik Królewskich Sił Powietrznych, w 2016 mianowany na stopień generała brygady (KS)
- mjr Danuta Przystasz (1920-2019), uczestniczka konspiracji podczas II wojny światowej oraz powstania warszawskiego, więziona przez reżim komunistyczny PRL (KS)

W 1932 na sanockim cmentarzu został pierwotnie pochowany inny kawaler Orderu Virtuti Militari, płk Janusz Dłużniakiewicz, którego szczątki później zostały ekshumowane i przeniesione na Cmentarz Wojskowy na Powązkach w Warszawie. Wśród zamordowanych na górze Gruszka w 1940, których szczątki po ekshumacji zostały pogrzebane w zbiorowej mogile na cmentarzu, był kpt. Czesław Wawrosz, kawaler Orderu Virtuti Militari.

### Inni wojskowi i funkcjonariusze
- Uczestnicy powstania listopadowego z 1830/1831: Ernest Bauman (1810-1889), Tytus Peszyński (zm. 1881)[6][352][g], Walenty Lipiński (1813-1897), Mateusz Beksiński (1814-1886)[353].
- Uczestnicy konspiracji i przygotowania powstania krakowskiego na ziemi sanockiej z 1846: Antoni Radomski (zm. 1871), Adolf Kern (zm. 1895).
- Uczestnicy powstania styczniowego z 1863[h]: Karol Knabe (zm. 1873), Walerian Weiss (zm. 1895)[354], Marceli Tomżyński (zm. 1902), August Ścibor-Rylski (zm. 1902), Michał Zbiegień (zm. 1908, szewc)[355], Maksymilian Kamiński (1845–1908, urzędnik)[356], Antoni Stupnicki (zm. 1908), Józef Wieniawa Kossowicz (zm. 1911)[357], Antoni Gołkowski (1838–1914, profesor gimnazjalny), Paweł Hydzik (1842–1913), Franciszek Baran (zm. 1915), August Mroczkowski (1845–1920, profesor gimnazjum), Saturnin Lityński (zm. 1927), Marceli Denkiewicz (zm. 1928).
- Wojskowi cesarskiej i królewskiej armii oraz c. k. obrony krajowej: por. Wilhelm Kwiatkowski (zm. 1876), kpt. Wojciech Krystyński (1816-1885, oficer 12 pułku piechoty)[358], nadpor. Alfred Konratowicz (1865-1897[288]), ppłk Zenon Szołginia (zm. 1920), gen.-por. Adam Dembicki von Wrocień (1849–1933), żołnierze 45 Pułku Piechoty Austro-Węgier: por. Oscar Holfeld (1877-1899, nagrobek zlikwidowany)[59], sierż. Jan Wilusz (sierżant rachunkowy pułku), Jan Tytus Pokorny (1876–1932, oficer rezerwy, naczelnik stacji Sanok[359]), por. Michał Guzik (1883–1933), ppłk Franciszek Stok (1880–1935), ppłk dr Tadeusz Kolasiński (1874–1939)
- Uczestnicy I wojny światowej: Tadeusz Bratro (1896–1916), Bronisław Samecki (1890–1916, ochotnik 100 Pułku Piechoty), Ferdynand Kolin (1896–1928), kpt. Edward Zegarski (1892-1928), por. Stanisław Sas Żurakowski (1889–1941), kpt. dr Stefan Schlarp (1892–1944), inż. Stanisław Beksiński (1887–1953, żołnierz Armii Hallera), chor. Jan Ratułowski (1897–1955, legionista), Józef Oczkowicz (1897–1955, legionista), ppor. dr Wiktor Robel (1894–1963, legionista, lekarz), Stanisław Dąbrowski (1889–1966), sierż. Józef Rolski (1883–1967), Władysław Rossa (1888–1968, legionista), płk dypl. Władysław Zaleski (1894–1982, doktor praw, prezes NIK Rządu Polskiego na Uchodźstwie)
- Żołnierze polegli w czasie wojny polsko-ukraińskiej 1918–1919:
  - Żołnierze polegli w bitwie o Chyrów: kpr. Wacław Ślaski, ppor. Stanisław Sas Korczyński, plut. Mieczysław Chmura[360][361] (wszyscy trzej 19 stycznia 1919, dwaj ostatni w polskim pociągu pancernym „Kozak”[96][362]), sekc. Wilhelm Czownicki (24 stycznia 1919)[63][363][106]
  - Roman Mathiasz (zm. 1919)
- Żołnierze Wojska Polskiego II Rzeczypospolitej: Marian Bonawentura Jayko (1900–1919), Zbigniew Jastrzębiec Strzelecki (1904–1920, harcerz, ochotnik 2 p. s. p.[364][365][366]), Stefan Augustyński (1898–1920, ochotnik WP), Stanisław Augustyński (1904–1924, ochotnik WP, powstaniec śląski), Franciszek Martynowski (1873–1926, naczelnik Drużyn Bartoszowych, działacz Towarzystwa Gimnastycznego „Sokół”), rtm. Maksymilian Frydecki (1886–1927, sędzia), plut. zaw. Antoni Stępień (1910–1935, żołnierz w 2 p.s.p.), ppłk Franciszek Stok (1880–1935), ppłk dr Tadeusz Kolasiński (1874–1939), płk inż. Kazimierz Barancewicz (1880–1939), st. sierż. Antoni Antoniewicz (1882–1941), płk tyt. dr Stanisław Gilewicz (1869–1943, lekarz dentysta), płk Emil Schwanda (1864–1946), mjr lek. Teofil Kondyjowski (1876–1947), kpt. Jan Borek (1896–1948), por. Michał Kłak (1878–1948), mjr Augustyn Nowotarski (1884–1956, adwokat), Józef Oczkowicz (1897–1955), Jan Lisowski (1887–1957), kpt. Franciszek Löwy (1890–1968), kpt. Wojciech Dubiel (1895–1970), kpt. dr Stanisław Domański (1888–1970, lekarz ginekolog), Andrzej Machowski (1884–1975, oficer WP, uczestnik I i II wojny światowej), kpt. dr Kazimierz Niedzielski (1893–1976, lekarz), płk dypl. dr Władysław Zaleski (1894-1982, prawnik, prezes NIK Rządu Polskiego na Uchodźstwie), por. Ignacy Borowski (1898-1995, uczestnik wojny polsko-bolszewickiej, odznaczony KW)[367][368]
- Funkcjonariusze c.k. policji i Policji Państwowej: insp. Jan Mozołowski (1856-1898)[369], st. post. policji Wojciech Zawieja (1884-1922), st. post. policji Marcin Lechowicz (1876-1922) – obaj zginęli w trakcie pościgu za bandytami w pociągu[370][116], insp. Wiktor Dręgiewicz (1860-1922), szer. Józef Kluk (1896-1929), post. Marian Bruss (1897-1933[371])[358], Michał Guzik (1883-1933), kom. ppor. Bolesław Drewiński (1895-1936), st. przod. Jan Kaszowski (1868-1939), Wilhelm Krebs (1878-1953)
- Uczestnicy II wojny światowej: pchor. Michał Nuncjusz Suszko (1916-1939), Lesław Sobolski (1909-1944, żołnierz AK, zamordowany przez UPA), Władysław Kwaśniewicz (1906-1945, obrońca Lwowa, żołnierz AK), Piotr Mazurek (1902-1946, uczestnik kampanii wrześniowej), Witold Iwańczyk (1917-1949), Władysław Skałkowski, ps. „Dąb” (1899-1953), Szymon Słomiana ps. „Milczek” (1910-1959, żołnierz AK), mjr Franciszek Lurski (1895-1963), Tadeusz Drwięga (1914-1965), kpt. Adam Puzoń (1910-1975, oficer PSZ na Zachodzie), Bronisław Jarosz (1924-1977, lekarz), Lidia Kaszubowicz (1927-1978, żołnierz AK, zesłana na Sybir w latach 1944–1956), ks. Stanisław Buczek (1904–1979, kapelan AK), Zbigniew Libura (1928-1979, żołnierz AK), por. Jan Matejak (1928-1979, oficer AK), ppor. dr Witold Scheuring (1897-1980, Orlę Lwowskie, oficer 2 Korpusu, prawnik), Antoni Cieślik (1904-1981, podoficer WP 1919-1944), kpt. dr Gustaw Kosiba (1902-1981, lekarz[130]), płk dypl. Władysław Zaleski (1894-1982, doktor praw, prezes NIK Rządu Polskiego na Uchodźstwie), płk dr Marian Killar (1918-1982, żołnierz AK i LWP), kpt. Mikołaj Kogut (1900-1982), ppłk Stanisław Józef Sławiński (1905-1982)[372], Stanisław Bruzgo (1906-1983, żołnierz KOP), st. sierż. Zenon Chruszcz (1905-1984), chor. Adam Gajewski (1902-1984), dr Edward Czech (1914-1984, żołnierz ZWZ-POZ-AK), Stanisław Bosak (zm. 1985, uczestnik bitwy o Monte Cassino), Tadeusz Wojtowicz (1916-1985, żołnierz AK), Józef Budnik Szczurkiewicz ps. „Sowa” (1914-1985, żołnierz AK), Kazimierz Andrunik (1917-1987, żołnierz ZWZ), Maria Andrunik (1909-1988), Mieczysław Granatowski (1909-1988, oficer AK), Zbigniew Chytła (1924-1988, żołnierz AK), Władysław Gąsiorowski (1924-1989), Kunegunda Kłak-Majewska (1911-1990, uczestniczka ruchu oporu w Polsce, Węgrzech, Rumunii, na Dalekim Wschodzie), ppor. Bronisław Herman (1909-1991, uczestnik kampanii wrześniowej), Stanisław Żwirek (1916-1992), Jan Bezucha (1908-1992), sierż. Mieczysław Wojtowicz (1917-1992, żołnierz PSZ na Zachodzie), Cecylia Jarosz, z d. Bryndza, ps. „Irena” (zm. 1993), Władysław Wiśniowski (1911-1993), ppłk Stanisław Duda (1916-1994), ppor. Olga Kopecka (1909-1995, oficer PSZ na Zachodzie), Jan Grzebień ps. „Krępacz” (-1995)[373], Karol Pohorski (1913-1996), Mieczysław Zgirski (1925-1996, żołnierz Armii Czerwonej i LWP), Stanisław Kawski (1913-1996, żołnierz AK ps. „Skrzypek”), Jan Kocur (1920-1997), Kazimierz Kaszubowicz (1913-1997, żołnierz AK, zesłany na Sybir w latach 1944–1956), Ludwik Przyboś (1914-1998, żołnierz 1 Dywizji Pancernej), Jan Kosina (1924-1998, marynarz ochotnik na ORP Orkan), Zuzanna Kawska z d. Węcławik (1915-1998, żołnierz AK ps. „Ziuk”), Bronisław Ryniak (1916-1998), ppor. Józef Sroka (1920–1999, 6 Pom. Dyw. Piech. I Armii WP), Mikołaj Szwan (1909-1999), Stanisław Wojtowicz (1921-1999, żołnierz 9 PDP AK), Arnold Andrunik (1911-2000), inż. Jan Bałdys (1924-2000, żołnierz AK), Adam Zeńczak (1924-2000, żołnierz AK), Mieczysław Mazurek (1912-2000), Michał Krajnik (1924-2000), ppłk Edmund Zieliński (1923-2001), ppłk Józef Rudy (1924-2001), płk Antoni Mróz (1916-2001), Władysław Januszczak (1916-2002, uczestnik kampanii wrześniowej), Bolesław Pastuszak (1925-2003, żołnierz PSZ na Zachodzie), Władysław Galatowicz (1911-2004, uczestnik walk o Tobruk i Monte Cassino), por. Tadeusz Sarna (1913-2006, żołnierz AK), mjr Karol Świetlik (1924-2006, żołnierz AK, lekarz), Stanisław Czaja (1921-2006, żołnierz AK), mjr Józef  Marcinków (1926-2007, oficer 4 DP), płk Józef Dziuba (1919-2008), Marian Golczyk (1921-2009), ppor. Stanisław Wolwowicz (1921-2010, żołnierz AK), Edward Bogucki (1916-2010), Zygmunt Skałkowski (1928-2012, żołnierz AK), inż. Kazimierz Pomykała (1925-2013, żołnierz AK ps. „Klin”), ppor. dr Feliks Antoni Krzan (1920-2013), płk Tadeusz Orłowski (1922-2016), ppłk Stanisław Jagoda (1923-2016), Janina Słomiana ps. „Pliszka” (1924-2016, żołnierz AK), kpt. Eugeniusz Fejkiel (1926-2017), kpt. Michał Chodakowski ps. „Trzonek” (1924-2017, żołnierz AK), por. Barbara Baranowicz ps. „Baha” (1924-2020, żołnierz AK), por. Andrzej Woźny (1924-2020, działacz kombatancki, Sprawiedliwy wśród Narodów Świata)
  - por. dr Leon Antoni Buczek (1910–1999), instruktor polskiej brygady spadochronowej
  - Polscy lotnicy Royal Air Force (RAF): sierż. Józef Tołcz (1916-2008, Dywizjon 300), Tadeusz Niemaczek (1913-1986, Dywizjon 300), gen. bryg. pil. Ludwik Krempa (1916-2017)
  - Uczestnicy powstania warszawskiego 1944[374]: kpt. Edward Solon (1899-1971), Jan Sawczak-Knihinicki (1896-1973), Mikołaj Kasprowicz (1917-1985)[375][376], Mieczysław Przystasz (1914-1986), Adam Kulczycki (1921-2001), por. Wanda Komska (1922-1992), por. Stefan Grzyb (1913–1999), Zdzisława Trznadel (1922-2010), Romuald Bobrzak (1928-2012), mjr Danuta Przystasz (1920-2019)
- Żołnierze partyzantki antykomunistycznej, straceni w publicznych egzekucjach w Sanoku: Władysław Kudlik (1922–1946), Władysław Skwarc (1926-1946), Henryk Książek (1923-1946),
- Funkcjonariusze służb PRL, w tym Milicji Obywatelskiej: ppor. Tadeusz Sieradzki (1922-1945), Mieczysław Marzecki, Mieczysław Sołtys, Władysław Bacza (1918-1944, MO), Jan Hydzik (1922–1946 w Jasielu), st. sierż. Michał Goniak (1926-1965), mjr Tadeusz Milczanowski (1924-1979), Jan Hnatuśko (1910-1980), ppłk Mieczysław Chabior (1925-1997), por. Eugeniusz Szafrański (1927-2006), ppor. Stanisław Grochmal (1928-2009), ppłk Edward Myśliwiec (1936-2021).
- Żołnierze i oficerowie powojenni: ppłk Julian Tarnawa (1923-1985), płk Stanisław Komski (1918-1985), mjr Józef Bielski (1939-1987), mjr Zbigniew Madaliński (1931-1988), mjr Antoni Zaucha (1919-1990), płk lek. Marian Musiał (1908-1991), Tadeusz Leśniak (1923-1991), Stanisław Żwirek (1916-1992), Bronisław Kuzio (1921-1992), plut. Stefan Szwarczyk (1927-1993), kpt. Józef Jucha (1931-1994), kpt. Andrzej Gawlik (1942-1995), Gabriel Koprowski (1931-1997), mjr Ryszard Wodzyński (1925-1998), kpt. Leopold Hrywniak (1930-1999), ppłk Jan Marciniak (1928-2001), mjr Stefan Pietrzak (1931-2007), st. chor. sztab. Ryszard Kusiak (1942-2008), kpt. Tadeusz Matuski (1942-2009), płk Marian Sawczak (1924-2009), ppor. Roman Bury (1923-2010)ppłk Franciszek Szydłak (1930-2013), Mieczysław Sadlik (1931–2014), mjr Kazimierz Radzik (1942-2014), mjr Leon Klimkowski (1934-2014), płk Edward Leszczyński właśc. Alfred Weiner (1925-2015)[377], Henryk Smorul (1929-2016).
- Inni oficerowie: por. Kazimierz Błażejewski (1930-1961), por. Józef Weiner (1891-1963, oficer sanitarny, lekarz), ppłk Stanisław Adamski ps. „Biały Orzeł” (1922-1994), płk Józef Niemczyk (1924-1995), ppor. Karol Stabryła (1913-2003)
- Funkcjonariusze Straży Granicznej: Wojciech Dąbrowski (1900-1998)
- Funkcjonariusze Straży Pożarnej: Błażej Kanak (1886-1961, podoficer lwowskiej SP9), ppłk Leopold Olearczyk (1911-1975)

Inni związani z wojnami
- Ofiary represji Niemiec nazistowskich w Sanoku: inż. Ludwik Sokołowski (zm. 1940), Donat Centkiewicz (1910-1942).
- Więźniowie obozów koncentracyjnych: Józef Krawczyk (1909-1945), Tadeusz Radzik (1909-1950, Auschwitz, Gross-Rosen, Dachau), Adolf Robak (1890-1953), Stanisław Chytła (1887-1975), Tadeusz Michniowski (1903–1976), Wanda i Jerzy Kaczyccy (zm. 11 listopada 1983), Władysław Kreowski (1889-1987), Władysław Kazimierz Olearczyk (1911-1988), Maria Andrunik (1909-1988), Jan Bezucha (1908-1992), Zbigniew Dańczyszyn (1920-1991), Bronisław Dziuban (1910-1993), inż. Eustachy Rolski (1915-1999, więzień Auschwitz nr 807), Arnold Andrunik (1911-2000), Mieczysław Mazurek (1912-2000), Józef Roczniak (1914-2006, nr obozowy 3370), Bronisław Wajda (1920-2007), Edward Warmuz (1923-2012, więziony w Dachau 1941–1945)
- Więźniowie obozów sowieckich i łagrów: chor. Adam Gajewski (1902-1984), Stanisław Bruzgo (1906-1983, więziony 18 lat na Sybirze), Michalina Surowiak (1915-1985, zesłaniec na Sybir w latach 1940–1946), Helena Strojek-Kulczycka (1889-1968, nauczycielka), Piotr Stochła (1930-1995, więziony od 1947-1955), Kazimiera Rafalska (1909-1998),

Groby symboliczne
- Polegli w wojnie polsko-bolszewickiej: por./kpt. Tadeusz Prochownik (zm. 6 czerwca 1920 w Popielni[378])
- Ofiary II wojny światowej:
  - Uczestnicy kampanii wrześniowej: Stanisław Hydzik (1910-1939, żołnierz 2 psp, zaginął we wrześniu 1939), Tadeusz Drwięga (1914-1965)
  - Ofiary niemieckich represji, obozów koncentracyjnych i zagłady podczas II wojny światowej:
    - Ofiary obozu Buchenwald: Antoni Nabywaniec (1873-1939, wyższy funkcjonariusz Policji Państwowej w Sanoku), Maksymilian Słuszkiewicz (1884-1940, burmistrz Sanoka), Zygmunt Kruszelnicki (1889-1940, sędzia, adwokat), Jan Żyłka-Żebracki (1900-1945), Jan Keller (1876-1945)
    - Ofiary KL Auschwitz: Kazimierz Dulęba (1921-1942, żołnierz AK, więzień pierwszego masowego transportu do Auschwitz[379]), Wojciech Sieńko (1886–1942), Michał Ekert
    - Inni: Franciszek Jun (1880-1941, ofiara egzekucji w Czarnym Lesie), płk dr Wiktor Lindenbaum (zm. 1943, weterynarz, oficer Wojska Polskiego), por. Jerzy Lurski (1924-1944, żołnierz AK, rozstrzelany przez gestapo), Maria Kosina[380] Maria Kosina (1896-1944, zginęła w powstaniu warszawskim), kpt. dr Leopold Dręgiewicz (1884-1945, lekarz dentysta i oficer wojskowy, zmarł w niewoli niemieckiej)

  - Ofiary zbrodni i represji sowieckich:
    - Ofiary zbrodni katyńskiej w 1940, zostali upamiętnieni inskrypcjami na grobowcach rodzinnych: przod. Stanisław Chorążek (ur. 1893), ppor. Władysław Godula (ur. 1911), por. Justyn Kątski (ur. 1898), por. Edward Kilarski (ur. 1902), Tadeusz Knopp (ur. 1896), por. Bronisław Jahn (ur. 1901), mjr dypl. Jan Kosina (ur. 1894, na grobie Piotra Dunina-Wąsowicza), Wiesław Nowotarski (ur. 1910, upamiętniony na grobowcu Michała i Pauliny Słuszkiewicz), Stanisław Pastuszak (ur. 1898), Józef Pastuszak (ur. 1899)[i], ppor. Zbigniew Przystasz (ur. 1913), Stanisław Wilusz (ur. 1897).
    - Czesław Rytarowski (1903-1939, sędzia, zginął w Brzeżanach, upamiętniony na grobowcu Michała i Pauliny Słuszkiewicz), Domicela (1893-1943) i Ludwik Hellebrand (1893–1940), Piotr Bereźniak (1927-1941), phm por. Zbigniew Czekański (1907-1941), inż. Stanisław Kulczycki (1890–1943), leśnik, więziony na Sybirze, zmarł w Kurganie, więzień i ofiara łagrów, Adam Grossman (zginął w 1940), Józef Albert (1886-1945, pochowany we Lwowie), Karolina Krzan (1887-1945, zmarła w Uzbekistanie)

  - Pozostałe ofiary wojny: sierż. sztab. Julian Gorgoń (1891-1939), Karol Skoczypiec (zginął 18 sierpnia 1943 pod Tobrukiem), Karol Fischer (zm. 1943, legionista, zginął w Niemczech), por. Romuald Ochęduszko (1911-1944, poległ pod Monte Cassino)
- Uczestnicy II wojny światowej pochowani na emigracji: mjr Stanisław Szczupak (1910-1969), kpt. inż. Edward Świderski (1911-1973, oficer lotnictwa PSZ na Zachodzie, pochowany na cmentarzu w Newark-on-Trent), ppor. Ignacy Szczupak (1917-1990, pochowany w Gunnersbury[381]).
- Inne upamiętnienia symboliczne: ppor. Mieczysław Walesiuk (1906-1946), Leon Kotyrba (1887-1960, nauczyciel), dr Zofia Chrząszczewska (1888-1942, nauczycielka), Zofia Grabowska (1915-2000), ks. dr hm. rtm. Zdzisław Peszkowski (1918-2007).

### Inne osoby
Duchowni i zakonnicy
- Proboszczowie parafii pw. Przemienienia Pańskiego: Franciszek Salezy Czaszyński (1812-1898), Bronisław Stasicki (1836-1908), Franciszek Salezy Matwijkiewicz (1909-1933)[382], Adam Sudoł (1920–2012).
- Zakonnicy franciszkańscy: o. Leon Noras (1834-1903), o. Feliks Bogaczyk (1864-1910); grobowiec sanockich zakonników franciszkańskich[382]: o. Wacław Niewodowski (1866-1953), br. Medart Teneta (1886-1955[383]), br. Tomasz Szaruga (zm. 1967), o. Wawrzyniec Pomianek (zm. 1969), o. Otto Szmydt (zm. 1980), o. Radosław Bulsiewicz (zm. 1985), br. Celestyn Skóra (zm. 1992), o. Błażej Wierdak (1914-2000, gwardian[384]), o. Salezy Kucharski (1928-2001), br. Zeno Serafin Poliński (1904-2002), o. Franciszek Patryjak (1944-2005), br. Cyryl Dudek (1927-2009), o. Andrzej Deptuch (1919-2015).
- Duchowni rzymskokatoliccy: ks. Szymon Zuzak (1850-1887), ks. Ludwik Stanisławczyk (1870-1917), ks. dr Józef Drozd (1857-1923), ks. Bronisław Jaklik (1914–1939), ks. Tadeusz Jaśkiewicz (1892-1944), ks. Franciszek Witeszczak (1890-1945), ks. Józef Kaczorowski (1889-1948), ks. kan. Jakub Mikoś (1887-1954), ks. kan. Andrzej Moskal (1907-1959, kapelan AK[385]), ks. Eugeniusz Nowak (1928-1960), ks. Stanisław Buczek (1904–1979), ks. inf. dr Stanisław Turkowski (1919-2010), ks. kan. Józef Michałkowski, ks. ppor. Jan Bień (1949-2016).
- Duchowni greckokatoliccy: ks. Josyf Moskałyk (1881-1931), Jakiw Medwecki (1880-1941).
  - księża parafii Zesłania Ducha Świętego: ks. Wasylij Czemarnyk (1833-1896), ks. Omelan Konstantynowycz (1864-1943), ks. Józef Siekierzyński (1870-1963).
- Wspólna kwatera Zgromadzenia Sióstr Miłosierdzia św. Wincentego à Paulo[386].

Właściciele ziemscy
Jan Okołowicz (1800-1878), Adolf Kern (zm. 1895), Józef Nowak (1844-1901), August Ścibor-Rylski (zm. 1902), Emil Leszczyński (1828-1903), Antoni Stupnicki (zm. 1908), Kazimierz Łęcki (zm. 1913), Juliusz Koźma (zm. 1914), Tadeusz Nowak (1881-1916), Stanisław Nowak (1848-1919), Henryk Kapiszewski (1859-1922), Saturnin Lityński (zm. 1927), Antonina Nowak (1851-1928), Leopoldyna Leszczyńska (1852-1929), br. Leon Wacław Brincken (1852-1930), Henryk Mniszek-Tchorznicki (1880-1946), Bruno Cienciała (1882-1972).
Urzędnicy, samorządowcy i politycy
- Burmistrzowie oraz zarządcy gminy i miasta Sanoka: dr Jerzy Rapf (1796-1874), Jan Okołowicz (1800-1878), Jan Zarewicz (zm. 1885), Cyryl Jaksa Ładyżyński (1830-1897), Aital Witoszyński (1846-1913), Feliks Giela (1859-1936), dr Paweł Biedka (1868–1930), Marian Kawski (1876-1932), Michał Słuszkiewicz (1848-1936), Adam Pytel (1856-1928), dr Jan Porajewski (1872-1929), Tadeusz Malawski (1875–1944), Jan Rajchel (1881–1937)[387], Maksymilian Słuszkiewicz (1884-1940, grób symboliczny), Józef Dąbrowski (1897-1956), Michał Hipner (1888-1956), Józef Bubella (1882-1964), Kazimierz Surman (1924-1978), Stanisław Lisowski (1900-1979), Tadeusz Powrózek (1923-1991), Tadeusz Wojtowicz (1916-1985), Stanisław Potocki (1906-1986), Leszek Rychter (1926-2002), Wiesław Skałkowski (1930-2005), Tadeusz Pióro (1956-2020).
- Urzędnicy finansowi, skarbowi i bankowi: Antoni Lenik (ur. ok. 1812, zm. 1866[388], c. k. radca finansowy – nagrobek nieistniejący), Wilhelm Kwiatkowski (zm. 1876), Florian Nowak (1832-1899, adiunkt podatkowy), Maksymilian Kamiński (1845-1908), Jan Pleszowski (1849-1909, st. zarządca podatkowy), Roman Wolfenburg (zm. 1913, nadkomisarz straży skarbowej), Stanisław Stachiewicz (1869-1917), Władysław Bialikiewicz (1853-1921, dyrektor okręgu skarbowego), Witold Litwiniszyn (1867-1925), Władysław Pukszyn Baczyński (1869-1925), Franciszek Martynowski (1873-1926), Emil Mathiasz (1870-1927), Stanisław Budweil (1874-1927), Michał Hliszczak (zm. 1936), Jan Steciow (1881-1943, zarządca skarbowy), Władysław Oswald (1867–1944), Zbigniew Szajna (1908-1944), Maksymilian Siess (1876-1954), Józef Kędzierski (1866-1956), Michał Suszko (1880-1960), Roman Słuszkiewicz (1892-1975, urzędnik wydziału finansowego),  Jadwiga Słuszkiewicz (1890-1978), Zyta Rudak (1926-1994, organizatorka NBP w Sanoku).
- Urzędnicy sfery prawa: Karol Duchiewicz (zm. 1903, kancelista sądowy), Józef Mozołowski (1858-1904, prowadzący księgi gruntowe), Antonin Puszczyński (1848-1908, notariusz), Jan Ruciński (1873-1914, sędzia), Władysław Laurosiewicz (1864-1913, starszy oficjał sądowy), dr Jan Walewski (1860-1919), Adam Marcinkiewicz (zm. 1920, notariusz), Jan Staruszkiewicz (zm. 1921, sędzia, adwokat), Henryk Kapiszewski (1859-1922), dr Wojciech Ślączka (1851-1925, adwokat), Joachim Tomaszewski (zm. 1925, sędzia), dr Aleksander Sawiuk (zm. 1925, adwokat), rtm. dr Maksymilian Frydecki (1886-1927, sędzia), dr Bolesław Gawiński (1868-1928, sędzia), Franciszek Ksawery Brzozowski (1856-1931, sędzia), Czesław Braun (1878-1937, sędzia sądu okręgowego w Sanoku), Józef Perełom (adwokat), Eugeniusz Szatyński[389], Władysław Dukiet (1868-1942, prokurator), kpt. dr Stefan Schlarp (1892-1944, sędzia), Erazm Semkowicz (1872-1945), Stanisław Jara (1882-1945, sędzia), August Bezucha (1871–1945, sędzia, adwokat), Jan Szymon Wójcik (1884-1948, adwokat i sędzia), Jan Misiewicz (zm. 1952, sędzia), Zygfryd Gölis (1873-1953, sędzia), mjr Augustyn Nowotarski (1884-1956, adwokat), Tadeusz Dworski (1871-1959), Kazimierz Strigl (1865-1957, notariusz), dr Marian Radwański (1902-1963, sędzia sądu apelacyjnego), Franciszek Filipczak (1891-1962, wiceprezes sądu powiatowego w Sanoku[390]), Józef Bubella (1882-1964, komornik sądowy), dr Andrzej Madeja (1884–1966, adwokat[385]), Maria Dulęba (1932-1972, sędzia), Bronisław Filipczak (1877-1973, notariusz), dr Tadeusz Trendota (18981977, adwokat), dr Witold Scheuring (1897-1980, sędzia, adwokat i radca prawny), Roman Knopp (1903-1981, prezes sądu powiatowego w Sanoku), Jan Szczepek (1907-1982, adwokat), płk dypl. dr Władysław Zaleski (1894-1982, doktor praw, prezes NIK Rządu Polskiego na Uchodźstwie), Jan Bezucha (1908-1992, adwokat, urzędnik, radny), Krzysztof Braun (1915-1995, radca prawny), Roman Bojarczuk (1912-1996, adwokat), Bolesław Michoń (1934-2002, prokurator), Czesław Cyran (1932-2015)
- Urzędnicy samorządowi: Karl Proksch (zm. 1856, zwierzchnik cyrkułu), Antoni Radomski (zm. 1871, sekretarz i kasjer miejski), Karol Dręgiewicz (zm. 1882, członek wydziału miejskiego w Sanoku w latach 1850–1865[391]), Jerzy Drozd (zm. 1896, sekretarz c. k. starostwa w Sanoku, naczelnik i rachmistrz c. k. urzędu pobierczego w Sanoku[392][393][394], radny i asesor miasta Sanoka[395]), Ignacy Łagodzic (zm. 1901, drogomistrz), Gustaw Schönwiski (1835-1901), Paweł Hydzik (1842-1913, kasjer Towarzystwa Zaliczkowego), Mieczysław Strzelbicki (1857-1922, starosta), Ignacy Fido (zm. 1923, sędzia, radca dworu), Paweł Mossor (1831-1924, sędzia, radca dworu, prezydent senatu, radny i honorowy obywatel Nowego Wiśnicza), Walenty Moskal (1867-1930, oficjał rady powiatowej), Feliks Langenfeld (1850-1930), Franciszek Ankerburg Wagner (zm. 1930), Franciszek Kuszczak (zm. 1937), Paweł Stepek (1864-1941), Tomasz Rozum (1863-1942, radca magistratu Sanoka), Wacław Wolf (zm. 1942, sekretarz sądowy), Adam Mathiasz, ps. „Elżynski” (1896-1975, naczelnik wydziału finansowego, przewodniczący MRN w Krakowie).
- Urzędnicy pocztowi: Roman Bańkowski (1932-2004), Zygmunt Pankowski (1910-1995).
- Politycy: Antoni Kwiatkowski (1844-1907), Kazimierz Lipiński (1857-1911, założyciel Fabryki Wagonów i poseł na Sejm Krajowy Galicji), Aleksander Sawiuk (zm. 1925), Roman Skoczyński (1876-1932, działacz ludowy, radny), dr Antin Horbaczewski (1856-1944, adwokat, polityk, parlamentarzysta), Erazm Semkowicz (1872-1945, senator w II RP), Stanisław Augustyński (1869-1949, urzędnik, poseł na Sejm RP), Elżbieta Ryznar (1929-2011), Jan Pawlik (1930-2012).
- Działacze komunistyczni i politycy okresu PRL: Jan Baranowski (1883-1959), Roman Baczyński (1885-1961), Jakub Stalica (1931-1978), Kazimierz Granat (1912−1979), Mieczysław Goleń (1924-1979), Jan Hnatuśko (1910-1980), Leonard Kabala (1945-1988), Jan Buśko (1921-1995), Michał Dżugan (1914-1996), Zbigniew Hess (1923-1997), Jadwiga Sabramowicz (1925-2001, działaczka Ligi Kobiet Polskich), Kazimierz Grabowski (1928-2002, urzędnik, polityk), Roman Sieradzki (1937-2003), Bronisław Bikowski (1933-2005), Stanisław Czekański (1941-2007), Edward Sikorski (1942-2007), Tadeusz Mleczko (1939-2019).
- Inni: Stanisław Biedko (1891-1947, inspektor pracy), Tadeusz Ratajski (1902-1952, naczelnik pocztowy), Wacław Hiolski (1877-1958, naczelnik poczt i telefonów w Stryju), Zenon Gościński, (dyrektor adm. Żupy Solnej w Bochni), Jan Kaczor (1919-1976), starszy lustrator CZSR, Stefan Bednarz (1922-1981, dyrektor PDZ Stacji Klimatycznej w Zakopanem), Marian Witalis (1948-2020).

Lekarze i pracownicy służby zdrowia
dr Kacper Kostecki (1785-1864), dr Jerzy Rapf (1796-1874), Jan Zarewicz (zm. 1885), Wincenty Konieczko (1852-1888, dyrektor szpitala w Sanoku), dr Maurycy Drewiński (zm. 1916), dr Józef Kurasiewicz (zm. 1926), dr Józef Dziuban (zm. 1928, weterynarz), dr Jan Porajewski (1872-1929), mjr lek. Teofil Kondyjowski (ur. 1876, zm. po 1946), dr Karol Zaleski (1856-1941), dr Włodzimierz Pajączkowski (1864-1943, dyrektor szpitala), płk dr Stanisław Gilewicz (1869-1943, oficer wojskowy tytularny), Józef Serwa (1868-1945), por. Józef Weiner (1891-1963), dr Wiktor Robel (1894-1963), kpt. dr Stanisław Domański (1888-1970, dyrektor szpitala w Sanoku), kpt. dr Kazimierz Niedzielski (1893-1976,  dyrektor szpitala), kpt. dr Gustaw Kosiba (1902-1981), Bronisław Jarosz (1924-1977), płk dr Marian Killar (1918-1982), Witalis Władyka (1906-1983, weterynarz), Barbara Słuszkiewicz (1923-1984), dr Edward Czech (1914-1984, rentgenolog), Zbigniew Serwa (1908-1984), Jan Czyż (1905-1985), Jan Kazimierz Kosowski (1928-1986), Marian Musiał (1908-1991), Włodzimierz Storoszczuk (1915-1993, weterynarz), dr Albin Rysz (1930-1993), Jerzy Nering (1936-1994), dr Ryszard Ekert (1933-1996), Zygmunt Dąbrowski (1929-1997), Zdzisław Polewka (1930-1997), dr Wilhelm Gregory (1915-1998), Adam Zeńczak (1924-2000, stomatolog, żołnierz AK), Teresa Dalska (1925-2006), mjr Karol Świetlik (1924-2006, żołnierz AK), Urban Jawień (1931-2007), Salomea Zielińska (1921-2009, pielęgniarka), Wojciech Czech (1947-2010), Jan Pawlik (1930-2012), Adam Skoczyński (1914-2012, pediatra, żołnierz AK), ppor. dr Feliks Antoni Krzan (1920-2013, weterynarz), Danuta Kaczorowska (1914-2017), Stanisław Moskal (1936–2018).
Nauczyciele, wykładowcy i pracownicy oświaty
Maciej Strojek (1858-1890, dyrektor szkoły powszechnej w Sanoku), Józefa Rapf (1809-1891, kierownik szkoły żeńskiej w Sanoku), Józef Grotowski (1874-1905, profesor gimnazjalny), Hipolit Neuwirth (1859-1906), Antoni Kwiatkowski (1844-1907), Józef Tomasik (1865-1908, profesor gimnazjalny), Antoni Wyszatycki (zm. 1909), Leopold Biega (1848-1910, dyrektor szkoły wydziałowej), Bronisław Rylski (1877-1911), Antoni Gołkowski (1838-1914), Michał Kiczorowski (1866-1915), August Mroczkowski (1845-1920), Mieczysław Strojek (1886-1921, dyrektor szkoły powszechnej), Roman Kozicki (1889-1921), Wanda Mochnacka (1853-1922), Władysław Sygnarski (1864-1925, dyrektor szkół), Maria Szabłowska (1903-1927), Andrzej Szmyd (zm. 1930), Stanisław Borowiczka (1872-1930), dr Michał Ładyżyński (1867–1931), Tomasz Pisarczuk (zm. 1933, inspektor szkolny), Władysław Łukaszewicz (1858-1934, dyrektor szkoły 7-klasowej), Marian Szajna (1873-1936), Wołodymyr Czajkiwski (1884-1937), Józef Wojtanowicz (1880-1937), Josyp Hukewycz (1891-1939), Jan Killar (1884-1939), Teodozja Drewińska (1848-1941, dyrektor szkół w Sanoku), Franciszek Grzyb (1888-1941), Janina Burnatowicz (1907-1941), Walerian Czykiel (1880-1942), dr Bronisława Chrząszczewska-Rymaszewska (1889-1942), Franciszek Słuszkiewicz (1875–1944, dyrektor gimnazjum w Bochni), Zenobiusz Mathiasz (zm. 1944), Eugeniusz Biliński (1893-1947), Michał Trzciński (1911-1948, kierownik szkoły), Balbina Germak (1880-1949, kierowniczka Szkoły im. Królowej Jadwigi), Alfons Szczurowski (1882-1950), Stanisław Czajkowski (1875-1950, profesor seminarium w Samborze), Michał Śliwiński (1882-1953, kierownik szkoły im. Grzegorza z Sanoka, prezes ZNP), Jadwiga Ruczka (1885-1953), Matylda Wasylewicz (zm. 1953), Franciszek Wanic (1881-1954), Leon Barucki (1883-1955), Józef Dąbrowski (1897-1956), Ludwik Jasiński (1880-1956, inspektor szkolny), Józef Rolski (1883-1967), Szymon Słomiana (1910-1959), Helena Langner (1895-1960), Franciszek Szafrański (1886-1963), Andrzej Grasela (1880-1965, dyrektor gimnazjum), Celina Kulczycka (zm. 1965), Eleonora Radwańska (1879-1967), Helena Strojek-Kulczycka (1889-1968, sybiraczka), Prochownik (1892-1968), Zofia Kałwa (1896-1969), Nestor Lenczyk (1901-1969), Helena Prochownik-Radomska (1894-1972), Irena Mathiasz (1903-1972), Władysław Dziduszko (1899-1972), Jan Bogusz (1907-1974), Janina Sopotnicka (1887-1975), dr Leopold Musiał (1905-1975), Maria Orłoś (1894-1976), Maria Spanily (1886-1977), Franciszek Moszoro (1891-1977), Izydora Hermanowska (1892-1977), Jadwiga Kubrakiewicz (1907-1978), Janina Wowczuk (1892-1979, członek tajnego nauczania), Karol Siekierzyński (1907-1979), Stefan Lewicki (1891-1979), Katarzyna Janiec (1896-1980), Józef Grabowski (1905-1980), Anna Pohorska (1903-1981), dr Maria Kril (1904-1982), Emilia Słuszkiewicz (1888-1982, dyrektorka szkoły), Albina Wójcik (1901–1982), płk dr Marian Killar (1918-1982), Jadwiga Lorenc (zm. 1982), Adam Bieniasz (1911-1983), Gwidon Szepiowski (1908-1984), dr Zofia Skołozdro (1896-1984, dyrektor Gimnazjum i Liceum Ogólnokształcącego Żeńskiego w Sanoku), Antonina Rudnicka (1891-1984), Irena Kocyłowska (1902-1984), Zenon Chruszcz (1905-1984), Tadeusz Wojtowicz (1916-1985), Stanisław Potocki (1906-1986), Helena Dworska (1901-1986), Maria Leokadia Radwańska (1904-1986), Małgorzata Słodziak (1957-1986), Władysław Kreowski (1889-1987, kierownik szkół), Tomasz Kurek (1910-1986), Janina Szepiowska (1910-1988), Helena Kamecka-Urban (1912-1988), Ludwik Romaniak (1930-1990), Józefa Rudzik (1897-1990), inż. Kazimierz Sobczyk (1925-1990), Józef Bogaczewicz (1904-1991), Kazimiera Ekert (1906-1991), Maria Potocka (1901-1991), Jadwiga Zaleska (1900-1993), Helena Świerzowicz (1909-1993), Zofia Bandurka (1913-1993, dyrektor Liceum Medycznego), Wanda Kubrakiewicz (1912-1994), Józef Penar (1909-1994), Mieczysław Habrat (1932-1994), Zofia Lenczyk (1914-1994), Stanisław Kurek (1912-1995), Wojciech Sołtys (1925-1995), Jerzy Lisowski (1930-1996), Janina Bogaczewicz (1919-1996), Tadeusz Śliwiński (1907-1997), Maria Breit (1908-1997), Józef Pohorski (1907–1998), Krzysztofa Borowiec (1932-1997), Zofia Wolwowicz, Kazimiera Rafalska (1909-1998), Lidia Jakiel-Musiał (zm. 1999, nauczycielka Liceum im. Króla Jana III Sobieskiego w Krakowie), Waleria Kopecka (1897-1999), Stanisław Obara (1939-2002, dyrektor II LO), Maria Lisowska (1910-2004), Aleksander Sarkady (1922-2006), Helena Grabowska (1925-2008), Maria Skoczyńska (1916-2008), Teofila Trzcińska (1912-2009), Jerzy Pawliszewski (1946-2009), prof. dr inż. Marian Golczyk (1921-2009), Zygmunt Skałkowski (1928-2012), Roman Daszyk (1931-2013), Marian Jaśkiewicz (dyrektor szkoły), Irena Olbert (1932-2016), Edward Findysz (1922-2016), Jan Skarbowski (1939-2017), dr Tomasz Blecharczyk (1935-2017), Tadeusz Mleczko (1939-2019), Danuta Przystasz (1920-2019), Marian Witalis (1948-2020), Andrzej Brygidyn (1947-2021), Wiesław Nahurski (1930-2024), Ryszard Borowiec (1933-2025), Alicja Wolwowicz (1928-2025).
Artyści, ludzie kultury i mediów
Nikodem Biernacki (1825-1892, skrzypek i kompozytor), Józef Seredyński (1883-1917, fotograf), Stanisław de Mirow Myszkowski (1849-1929, pisarz), Stanisław Piątkiewicz (1859-1930, rzeźbiarz), Maria Bianka Mossoczy (1887-1929, malarka), Hryhorij Hanulak (1883-1945, literat), Wanda Kossakowa (1879-1960, pianistka, pedagog), Olga Didur-Wiktorowa (1900-1963, śpiewaczka operowa), Stanisław Jan Piątkiewicz (1897–1970, rzeźbiarz), Władysław Lisowski (1884-1970, malarz), Edmund Hydzik Drogomirski (1890-1971), Bronisław Filipczak (1877-1973, muzyk), Bronisław Naczas (1920-1984, malarz) Franciszek Strachocki (1904-1985, fotograf), Władysław Wiśniowski (1911-1993, muzyk), Józef Penar (1909-1994, malarz), Wojciech Jahn (1937-1994, malarz), Maria Bieńkowska (1907-1994, pracownica Autosanu, działaczka kulturalna), Czesława Dorec-Czarniecka z domu Starawska (1907-1994, aktorka teatralna), Edward Dańczyszyn (1924-1995, muzyk, działacz kulturalny), Kazimierz Florek (1917-1996, malarz), Jan Świtalski (1912-1999, krótkofalowiec), Tomasz Beksiński (1958-1999, dziennikarz i prezenter radiowy, tłumacz), Roman Bańkowski (1932-2004, poeta), inż. Zdzisław Beksiński (1929-2005, artysta malarz), Ryszard Kulman (1947-2011, poeta), Tadeusz Ortyl (1939-2011, muzyk, numizmatyk), Anna Turkowska (1926-2011, artystka włókiennik), Ewa Nowotarska (1924-2012, artysta konserwator), Tadeusz Turkowski (1923-2012, artysta malarz), Włodzimierz Marczak (1922-2016, pisarz, poeta), Janusz Szuber (1947-2020, poeta), Adam Przybysz (1950-2020, plastyk, rzeźbiarz), Władysław Szulc (1933-2021, malarz, fotograf), Marian Kawski (1942-2021, wokalista), Edyta Bieńczak (1984-2021, dziennikarka RMF FM), Barbara Bandurka (1948–2022, malarka, konserwatorka, poetka), Janina Szombara (1919-2022, pianistka), Janusz Podkul (1946-2022, choreograf), Janina Lewandowska (1936-2023, polonistka)
Naukowcy, inżynierowie, przedsiębiorcy, społecznicy
Karol Pollak (1818-1880, drukarz, wydawca, księgarz), Mateusz Beksiński (1814-1886, powstaniec listopadowy, współzałożyciel Zakładów Kotlarskich), Walenty Lipiński (1813-1897, powstaniec listopadowy, współzałożyciel Zakładów Kotlarskich), Kazimierz Lipiński (1857-1911, założyciel Fabryki Wagonów i poseł na Sejm Krajowy), Karol Gerardis (zm. 1920), Jan Hydzik (1871-1931, farmaceuta), Aleksander Piech (1851-1932, mistrz brązowniczy), Zygmunt Peszkowski (1875-1946, cukiernik), Piotr Radwański (1873-1955, ogrodnik miejski parku w Sanoku), Jan Pomykała (1901-1976, kierownik kopalni nafty), Zbigniew Paszta (1937-1981, dyrektor SZPG „Stomil”), Władysław Szombara (1909-1984, matematyk, bankowiec), Jakub Kolano (1912-1991, mistrz blacharski), Stefan Stefański (1914-1998, muzealnik, regionalista, znawca Sanoka), Henryk Olszański (1939-2005, etnograf), Zbigniew Jara (1919-2008, lekarz weterynarii, profesor ichtiopatolog), Edward Zając (1929-2014, historyk, archiwista, radny Sanoka), dr inż. Jacek Szczepkowski (1940-2019), tyt. prof. nadzw. dr inż. Maria Słomiana (1951-2021)
- Inżynierowie: Aleksander Teofil Lipiński (1849-1897), Stanisław Bauman (zm. 1921, geometra), Kornel Heinrich (1833-1888, budowniczy), Henryk Stoy (zm. 1909, budowniczy), Kazimierz Sulimierski (1857-1914), Władysław Beksiński (1850-1929, architekt), płk Kazimierz Barancewicz (1880-1939), Wilhelm Szomek (1857-1940, geometra), Kalikst Dembiński (1874-1941, dyrektor kopalni), Jan Kosina (1859-1943, leśnik, mierniczy), Władysław Chomiak (1871–1945, budowniczy), Stanisław Beksiński (1887-1953, mierniczy przysięgły), Wacław Reszkowski (1916-1958, leśnik), Ludwik Dankmayer (1902-1961, dyrektor kopalni w Harklowej[401]), pilot Zdzisław Krasowski (1948–1972), Bruno Cienciała (1882-1972, leśnik), Adam Hoszowski (1890-1975), Włodzimierz Gościński (1905-1977, dyrektor kopalni w Bochni i Wapnie), Irydion Mathiasz (1926-1998, architekt), Jerzy Wiechowski (1932-1998, architekt, rysownik), Edward Warchoł (1933-2022), Tadeusz Barucki (1922-2022, architekt).
- Ratownicy GOPR: Karol Dziuban (1921-1974, założyciel i pierwszy naczelnik Grupy Bieszczadzkiej GOPR, działacz turystyczny), Andrzej Kurek ps. „Dusiek” (1923-1993), Ryszard Kafel (1936-1994), Jerzy Mendyka (1927-1997, pilot lotnictwa sanitarnego), Witold Ryznar (1953-1999), Adam Górka (1944-2017, naczelnik GB GOPR)

Pracownicy Autosanu
Władysław Gąsiorowski (1924-1989), Tadeusz Zoszak (1934-1992), Karol Kenar (1919-1995), Eugeniusz Raś (1923-1997), Tadeusz Święs (1932-1998), Roman Fil (1919-2007), inż. Stanisław Grochmal (1928-2009), inż. Leszek Kawczyński (1934-2010), Henryk Gralka (1931-2012), inż. Romuald Bobrzak (1928-2012), Jan Skarbowski (1939-2017)
Harcerze
hm. Władysław Kwaśniewicz (1906-1945), Franciszek Moszoro (1891-1977), Albina Wójcik (1901–1982), Leonard Kabala (1945-1988), Jadwiga Zaleska (1900-1993), Maria Lisowska (1910-2004), hm. Czesław Borczyk (1910-2004), hm. Teresa Suda (1929-2007), hm. Kamila Drozdowska (1915-2008)
Sportowcy i działacze sportowi
- Marian Sebastiański (1907-1979), Mieczysław Chudzik (1908-1989), Jan Samek (1937-1991, pilot, modelarz), Zbigniew Dańczyszyn (1920-1991), Tadeusz Szczudlik (1919-1995), Eugeniusz Raś (1923-1997), Edward Pilszak (1928-2010), Eugeniusz Czerepaniak (1921-2016), Lech Ciuk (1941-2018), Tadeusz Mleczko (1939-2019), Stefan Tarapacki (1933-2022).
- Piłkarze: Stanisław Mielniczek (1933-1988), Adam Huczko (-2013), Aleksander Wolwowicz (1928-2014), Jerzy Pietrzkiewicz (1953–2017)
- Hokeiści: Piotr Milan (1971-1995), Franciszek Rekucki (1954-1995), Tadeusz Glimas (1950-1996), Jan Łakos (1947-2006), Jan Paszkiewicz (1950–2011), Tadeusz Garb (1948–2014), Andrzej Bielec (1956–2015)
- Piloci: Zbigniew Szuber (1918-1996), Jerzy Mendyka (1927-1997), Jacek Rudy (1935-2017)

Inne osoby
- Wilhelmina Tertil z domu Płońska (zm. 12 lutego 1866 w wieku 27 lat), żona Roberta Tertila i matka Tadeusza Tertila[402][403].
- Julia Starosolska (1845-1919), córka Jerzego Rapfa, żona Joachima, matka Wołodymyra[404].
- Janina Lubowiecka z domu Wolf (zm. 1929), żona oficera Józefa Lubowieckiego.

## Nawiązania i odniesienia w kulturze
- Według powieści czeskiego pisarza Jaroslava Haška pt. Przygody dobrego wojaka Szwejka w budynku C.K. Gimnazjum w Sanoku w 1915 stacjonowała XI. marszkompania wojaka Szwejka, z której kilku żołnierzy węgierskich zatruło się spożytą formaliną, pochodzącą z gimnazjalnych preparatów biologicznych[95]. Zmarli mieli zostać pochowani na cmentarzu przy ulicy Rymanowskiej[405][406]. Wśród nich był wymieniony przez pisarza Laszlo Garganyi, honvéd z marszbatalionu 91 pułku piechoty[99][407].
- Radziecki żołnierz i pisarz Emil Kardin w książce pt. Odsłonięte skrzydło opisał swoje kilkakrotne odwiedziny w 1972 na cmentarzu żołnierzy radzieckich w Sanoku[408].
- Cmentarz Centralny w Sanoku był przedmiotem publikacji pt. Cmentarze sanockie z 1991 autorstwa Stefana Stefańskiego[409] oraz publikacji pt. Boża rola. Przyczynek do historii cmentarzy sanockich w 110-tą rocznicę konsekracji cmentarza przy ul. Rymanowskiej, autorstwa Pawła Nestorowicza z 2005[410]. Obiekty istniejące na Cmentarzu Centralnym w Sanoku zostały wzmiankowane w publikacji pt. Bieszczadzkie motywy roślinne między światem żywych a krainą zmarłych, autorstwa Adama Szarego z 2015[411].
- Poeta Janusz Szuber zawarł odniesienie do cmentarza w wierszu pt. Tableau, wydanym w publikacji pt. Mojość z 2005[412].
- W filmie fabularnym pt. Ostatnia rodzina z 2016 (scenariusz Robert Bolesto, reżyseria: Jan P. Matuszyński), przedstawiającym historię rodziny Beksińskich, została przedstawiona scena pogrzebu przy grobowcu tej rodziny, istniejącym w rzeczywistości na Cmentarzu Centralnym w Sanoku[413].